# クランチロール・アニメアワード
クランチロール・アニメアワード（英: Crunchyroll Anime Awards）は、アニメ・ストリーミングサービスのCrunchyrollによって、前年のアニメとアニメ映画に対して複数の部門毎に授与される賞。2016年12月に発表され、2017年1月に初めて開催された。Crunchyrollは、この賞を「世界中のファンが最も愛するアニメ番組、キャラクター、アーティストを表彰する世界的なイベント」と語っている。

## 歴史
2016年12月20日に賞の開催が告知され、2017年1月10日にほとんどの部門において受賞者が発表された。同月28日に最優秀作品賞である「今年のアニメ賞」の授賞式が開かれた。同年の授賞式には500人の出席者が参加した。審査員にはWWEプロレスラーのオースティン・ワトソン、アニメーターのラショーン・トーマス、IGN編集者のミランダ・サンチェスなどが参加した。
2018年2月24日、ハリウッドのリカルド・モンタルバン・シアターで第2回目のクランチロール・アニメアワードの授賞式が開催された。エリカ・イシイとアンソニー・カルボニが司会を務めた。式典の模様はTwitchでライブストリーミングされた。また、今年度ではCrunchyrollで配信されていないアニメやアニメ映画がノミネートの対象となった。
第3回の授賞式は2019年2月16日にTwitchのスタジオで開催された。声優のクリスティーナ・ヴァレンズエラが司会を務め、ゲストとして第2回で最優秀作曲賞を受賞したケビン・ペンキンを含む業界の著名人が招かれた。
第4回の授賞式は2020年2月15日に開催され、プロレスラーのオースティン・ワトソンとCrunchyrollのTim Lyuが司会を務め、YouTuberで声優のSungWon Cho、IGN編集者のミランダ・サンチェス、プロeスポーツプレイヤーのSonicFoxなどがプレゼンターとして参加した。
第5回の授賞式は2021年2月19日にライブストリーミング配信の形で開催され、CrunchyrollのTim Lyuが、Crunchyroll公式マスコットキャラクターCrunchyroll-Himeと共に司会を務めた。
第7回の本イベントは2023年3月4日に初めて日本で開催された。東京都港区のグランドプリンスホテル新高輪にて行われた授賞式では声優の天城サリーとタレントのジョン・カビラが司会を担当した。
2024年3月開催予定の第8回の授賞式は前年同様に東京のグランドプリンスホテル新高輪にて行われ、司会も天城とカビラが引き続き担当することが2023年6月に発表された。

## ノミネートの過程
アニメ映画賞を除き、ノミネートの対象となるには次の条件を満たす必要がある。
- アニメシリーズであること。
- 作品が主として日本で制作されていること。
- 日本のテレビとストリーミングでサイマル放送されていること。
- アメリカ合衆国において最低一つのエピソードが適法に視聴できること。

ノミネートされた作品は、審査員による2回の投票で選出される。部門は過去数年のファンからの人気やフィードバックによって追加または削除される。

## 部門

### 現在
- Anime of the Year（2017年～）
- 最優秀メインキャラクター賞（2023年以降）
- 最優秀助演キャラクター賞（2023年以降）
- "何としても守らなければならないキャラクター"（2023年以降）
- 最優秀オープニングシーン賞（2017年以降）
- ベストエンディングシークエンス（2017年以降）
- 最優秀アニソン賞（2023年以降）
- ベストVAパフォーマンス（JP）（2019年以降）
- 最優秀VAパフォーマンス（EN）（2019年以降）
- 最優秀VAパフォーマンス（DE）（2022年以降）
- 最優秀VAパフォーマンス（FR）（2022年以降）
- ベストVAパフォーマンス（LA）（2022年以降）
- ベストVAパフォーマンス（SP）（2022年以降）
- ベストVAパフォーマンス（PT）（2022年以降）
- ベストVAパフォーマンス（AR）（2023年以降）
- 最優秀VAパフォーマンス（IT）（2023年以降）
- 最優秀監督賞（2019年以降）
- 最優秀美術監督賞（2024年以降）
- 最優秀撮影賞（2024年以降）
- 最優秀アニメーション賞（2017年以降）
- 最優秀作品賞（2018年～2019年、2022年以降）
- 最優秀継続シリーズ賞（2018年～2019年、2023年以降）
- 最優秀新シリーズ賞（2023年以降）
- 最優秀オリジナルアニメ賞（2023年以降）
- 最優秀キャラクターデザイン賞（2019年以降）
- 最優秀ドラマ賞（2017年以降）
- 最優秀コメディ賞（2017年以降）
- 最優秀作曲賞（2018年以降）
- 最優秀ファンタジー賞（2020年以降）
- 最優秀アクション賞（2017年～2018年、2022年以降）
- 最優秀ロマンス賞（2022年以降）
- 最優秀スライス・オブ・ライフ賞（2018年、2024年以降）

「今年のヒーロー（Hero of the Year）」および「今年のヴィラン（Villain of the Year）」は2018年にそれぞれ「ベストヒーロー賞（Best Hero）」「ベストヴィラン賞（Best Villain）」と名称が変更された。しかし2019年にはそれぞれ「最優秀主役賞（Best Protagonist）」「最優秀悪役賞（Best Antagonist）」と再改称された。「ベストカップル賞（Best Couple）」は初回の2017年に設けられたが、2020年に復活するまでの2回は与えられなかった。同じように2018年は「最優秀ファイトシーン賞（Best Fight Scene）」が、2019年は「最優秀作曲賞（Best Score）」「最優秀コメディ作品賞（Best Comedy）」「最優秀ドラマ作品賞（Best Drama）」の3部門が設けられなかった。

### 特別賞
- 業界アイコン賞（2018年～2020年）
- 特別功労賞（2023年以降）
- プレゼンターズチョイス（2023年以降）

### 過去に設けられていた賞
- 最優秀主人公（2017年～2022年）
- ベストアンタゴニスト（2017年～2022年）
- ベスト・ボーイ（2017年～2022年）
- 最優秀少女賞（2017年～2022年）
- 最優秀格闘シーン賞（2017年～2022年）
- 最も心温まるシーン（2017年）
- 最優秀CGI賞（2018年）
- 最優秀マンガ賞（2018年）
- ベストカップル（2017年～2018年、2020年～2021年）

ヒーロー・オブ・ザ・イヤー賞とヴィラン・オブ・ザ・イヤー賞は、2018年にそれぞれ「ベスト・ヒーロー賞」と「ベスト・ヴィラン賞」に改称された。しかし、2019年にはそれぞれ「ベスト・プロタゴニスト賞」「ベスト・アンチアンタゴニスト賞」に改名された。同じ版で、「ベスト・オープニング賞」「ベスト・エンディング賞」も「ベスト・オープニング・シークエンス賞」「ベスト・エンディング・シークエンス賞」に改名された。

## 過去の開催
| 式典                                | 日付          | アニメ・オブ・ザ・イヤー           |
| ----------------------------------- | ------------- | ---------------------------------- |
| 第1回クランチロール・アニメアワード | 2017年1月28日 | ユーリ!!! on ICE                   |
| 第2回クランチロール・アニメアワード | 2018年2月24日 | メイドインアビス                   |
| 第3回クランチロール・アニメアワード | 2019年2月16日 | DEVILMAN crybaby                   |
| 第4回クランチロール・アニメアワード | 2020年2月15日 | 鬼滅の刃                           |
| 第5回クランチロール・アニメアワード | 2021年2月19日 | 呪術廻戦                           |
| 第6回クランチロール・アニメアワード | 2022年2月9日  | 進撃の巨人 The Final Season Part.1 |
| 第7回クランチロール・アニメアワード | 2023年3月4日  | サイバーパンク:エッジランナーズ    |
| 第8回クランチロール・アニメアワード | 2024年3月2日  | 呪術廻戦 シーズン2                 |
| 第9回クランチロール・アニメアワード | 2025年5月15日 | 俺だけレベルアップな件             |

## 受賞作とノミネート作

### 第1回（2017年）
2016年の作品を対象としている。2017年1月10日に最初のクランチロール・アニメアワード受賞者が14の部門別に発表され、同月28日に今年のアニメ賞が発表された。Crunchyrollによると全世界からの投票数は180万票以上を数え、その大半はアメリカ合衆国からのものであった。またこの回はノミネート外で最も人気の高かった「Most Popular Other」が発表された唯一の回である。
『甲鉄城のカバネリ』は最優秀作品賞を含む9部門でノミネートされ、最も多くのノミネート数となった。最優秀作品賞を含む8部門でノミネートされた『モブサイコ100』がこれに続いた。また『ユーリ!!! on ICE』は、最優秀作品賞を含むノミネート7部門すべてで受賞している。
受賞者は各項目最上段に太字でダブルダガー（）付きのものである。
| 最優秀作品賞 - 『ユーリ!!! on ICE』 — MAPPA - 『昭和元禄落語心中』 — スタジオディーン - 『僕だけがいない街』 — A-1 Pictures - 『ジョーカー・ゲーム』 — Production I.G - 『甲鉄城のカバネリ』 — WIT STUDIO - 『キズナイーバー』 — TRIGGER - 『モブサイコ100』 — ボンズ - 『僕のヒーローアカデミア』 — ボンズ - 『Re:ゼロから始める異世界生活』 — WHITE FOX                               | 今年のヒーロー - 緑谷出久 / デク — 『僕のヒーローアカデミア』 - 藤沼悟 — 『僕だけがいない街』 - 影山茂夫 / モブ — 『モブサイコ100』 - 無名 — 『甲鉄城のカバネリ』 - Most Popular Other： - 東方仗助 — 『ジョジョの奇妙な冒険 ダイヤモンドは砕けない』                                                                               |
| 今年のヴィラン - 八代学 — 『僕だけがいない街』 - 吉良吉影 — 『ジョジョの奇妙な冒険 ダイヤモンドは砕けない』 - 死柄木弔 — 『僕のヒーローアカデミア』 - 天鳥美馬 — 『甲鉄城のカバネリ』 - Most Popular Other： - ペテルギウス・ロマネコンティ — 『Re:ゼロから始める異世界生活』 | 最優秀男性キャラ - 勝生勇利 — 『ユーリ!!! on ICE』 - 霊幻新隆 — 『モブサイコ100』 - 緑谷出久 / デク — 『僕のヒーローアカデミア』 - 有楽亭八雲 — 『昭和元禄落語心中』 - Most Popular Other： - 東方仗助 — 『ジョジョの奇妙な冒険 ダイヤモンドは砕けない』                                                                            |
| 最優秀女性キャラ - レム — 『Re:ゼロから始める異世界生活』 - 麗日お茶子 — 『僕のヒーローアカデミア』 - 新山仁子 — 『キズナイーバー』 - 無名 — 『甲鉄城のカバネリ』 - Most Popular Other： - めぐみん — 『この素晴らしい世界に祝福を!』 | 最優秀オープニング賞 - 「History Maker」：DEAN FUJIOKA — 『ユーリ!!! on ICE』 - 「99」：MOB CHOIR — 『モブサイコ100』 - 「KABANERI OF THE IRON FORTRESS」：EGOIST — 『甲鉄城のカバネリ』 - 「薄ら氷心中」：林原めぐみ — 『昭和元禄落語心中』 - Most Popular Other： - 「Re:Re:」：ASIAN KUNG-FU GENERATION： — 『僕だけがいない街』 |
| 最優秀エンディング賞 - 「You Only Live Once」：YURI!!! on ICE feat. w.hatano — 『ユーリ!!! on ICE』 - 「リフレインボーイ」：ALL OFF — 『モブサイコ100』 - 「ninelie」：Aimer with chelly — 『甲鉄城のカバネリ』 - 「Pipo Password」：TeddyLoid feat. ボンジュール鈴木 — 『宇宙パトロールルル子』 - Most Popular Other： - 「STYX HELIX」：MYTH & ROID — 『Re:ゼロから始める異世界生活』 | 最優秀アニメーション賞 - 『ユーリ!!! on ICE』 — MAPPA - 『モブサイコ100』 — ボンズ - 『甲鉄城のカバネリ』 — WIT STUDIO - 『フリップフラッパーズ』 — Studio 3Hz - Most Popular Other： - 『Re:ゼロから始める異世界生活』 — WHITE FOX                                                                                                 |
| 最優秀ファイトシーン賞 - 茂夫 vs. 誇山（第8話） — 『モブサイコ100』 - デク vs. 爆豪（第7話） — 『僕のヒーローアカデミア』 - 無名 vs. カバネ（第2話） — 『甲鉄城のカバネリ』 - アルトランド vs. モス（第32話） — 『機動戦士ガンダム 鉄血のオルフェンズ』 - Most Popular Other： - ナルト vs. サスケ — 『NARUTO -ナルト- 疾風伝』                                                         | 最優秀ドラマ作品賞 - 『僕だけがいない街』 — A-1 Pictures - 『キズナイーバー』 — TRIGGER - 『昭和元禄落語心中』 — スタジオディーン - 『ジョーカー・ゲーム』 — Production I.G - Most Popular Other： - 『orange』 — トムス・エンタテインメント                                                                                        |
| 最優秀コメディ作品賞 - 『坂本ですが?』 — スタジオディーン - 『この素晴らしい世界に祝福を!』 — スタジオディーン - 『競女!!!!!!!!』 — XEBEC - 『宇宙パトロールルル子』 — TRIGGER - Most Popular Other： - 『ナンバカ』 — サテライト | ベストカップル賞 - 勇利 & ヴィクトル — 『ユーリ!!! on ICE』 - 悟 & 加代 — 『僕だけがいない街』 - 勝平 & 園崎 — 『キズナイーバー』 - ルル子 & ノヴァ — 『宇宙パトロールルル子』 - Most Popular Other： - スバル & レム — 『Re:ゼロから始める異世界生活』                                                                             |
| 最優秀アクション賞 - 『モブサイコ100』 — ボンズ - 『僕のヒーローアカデミア』 — ボンズ - 『ドリフターズ』 — HOODS DRIFTERS STUDIO - 『甲鉄城のカバネリ』 — WIT STUDIO - Most Popular Other： - 『ジョジョの奇妙な冒険 ダイヤモンドは砕けない』 — david production | 最も心温まるシーン賞 - ザ・キス（第7話） — 『ユーリ!!! on ICE』 - 加代の初めての家庭料理（第9話） — 『僕だけがいない街』 - 互いの理解を知る翔と須和（第4話） — 『orange』 - 新居の上を飛ぶ真琴（第12話） — 『ふらいんぐうぃっち』 - Most Popular Other： - レムの告白 — 『Re:ゼロから始める異世界生活』                             |
| Source: | |

1. ↑  Crunchyrollは誤って「Betelgeuse（ベテルギウス）」と綴っている。

#### 複数の部門での受賞・ノミネート作品
| ノミネート数 | 作品                            |
| ------------ | ------------------------------- |
| 9            | 『甲鉄城のカバネリ』            |
| 8            | 『モブサイコ100』               |
| 7            | 『僕のヒーローアカデミア』      |
| 7            | 『ユーリ!!! on ICE』            |
| 6            | 『僕だけがいない街』            |
| 4            | 『昭和元禄落語心中』            |
| 4            | 『キズナイーバー』              |
| 3            | 『宇宙パトロールルル子』        |
| 2            | 『ジョーカー・ゲーム』          |
| 2            | 『Re:ゼロから始める異世界生活』 |

| 受賞数 | 作品                 |
| ------ | -------------------- |
| 7      | 『ユーリ!!! on ICE』 |
| 2      | 『僕だけがいない街』 |
| 2      | 『モブサイコ100』    |

### 第2回（2018年）
2017年の作品を対象としている。投票は2018年1月22日より3回に分けて行われ、2018年2月24日に授賞式が行われた。210万票以上の投票が行われた。この回では、全ての部門のノミネート数が4作品から6作品に増やされるなどの変更が加えられた。「ベストカップル賞」「最優秀ファイトシーン賞」「最も心温まるシーン賞」の3部門が廃止され、新たに「最優秀作曲賞」「最優秀映画賞」「最優秀CGI賞」「最優秀継続シリーズ賞」「最優秀日常賞」「最優秀漫画賞」の6部門が設けられた。また特別賞としてその年アニメ業界に貢献した人物を顕彰する「インダストリー・アイコン賞」が初めて贈られた。
『僕のヒーローアカデミア』が最多の8部門でノミネートされ（2部門でそれぞれ複数のノミネートがあるため総数は10ノミネート）、そのうち7部門で受賞した。
『僕のヒーローアカデミア』と『昭和元禄落語心中』は2年連続で最優秀作品賞にノミネートされた。『僕のヒーローアカデミア』の主人公・緑谷出久は2年連続でベストヒーロー賞を受賞している。また「最優秀男性キャラ」及び「最優秀女性キャラ」には同作品からそれぞれ2人のキャラクターがノミネートしている。
初めての授賞となった「インダストリー・アイコン賞」には、『ドラゴンボール』シリーズのベジータやピッコロ、『僕のヒーローアカデミア』のオールマイトなどの英語版吹き替えを演じたクリストファー・サバトに贈られた。
受賞者は各項目最上段に太字でダブルダガー（）付きのものである。
| 最優秀作品賞 - 『メイドインアビス』 — キネマシトラス - 『昭和元禄落語心中 -助六再び篇-』 — スタジオディーン - 『宝石の国』 — オレンジ - 『リトルウィッチアカデミア』 — TRIGGER - 『3月のライオン』（第2シリーズ） — シャフト - 『僕のヒーローアカデミア』（第2期） — ボンズ | ベストヒーロー賞 - 緑谷出久 / デク — 『僕のヒーローアカデミア』（第2期） - アッコ / アツコ・カガリ — 『リトルウィッチアカデミア』 - 羽鳥智世 — 『魔法使いの嫁』 - 三ノ輪銀 — 『結城友奈は勇者である -鷲尾須美の章-』 - ククリ — 『魔法陣グルグル』 - ナナチ — 『メイドインアビス』 |
| ベストヴィラン賞 - ステイン — 『僕のヒーローアカデミア』（第2期） - ボンドルド — 『メイドインアビス』 - カルタフィルス — 『魔法使いの嫁』 - 獅子神皓 — 『いぬやしき』 - ターニャ・デグレチャフ — 『幼女戦記』 - 憂城 — 『十二大戦』 | 最優秀男性キャラ - 轟焦凍 — 『僕のヒーローアカデミア』（第2期） - ファフニール — 『小林さんちのメイドラゴン』 - 緑谷出久 / デク — 『僕のヒーローアカデミア』（第2期） - カズマ — 『この素晴らしい世界に祝福を！2』 - 桐山零 — 『3月のライオン』（第2シリーズ） - 有楽亭八雲 — 『昭和元禄落語心中 -助六再び篇-』                                                                                                |
| 最優秀女性キャラ - 麗日お茶子 — 『僕のヒーローアカデミア』（第2期） - アッコ / アツコ・カガリ — 『リトルウィッチアカデミア』 - 羽鳥智世 — 『魔法使いの嫁』 - 盛岡森子 — 『ネト充のススメ』 - サーバル — 『けものフレンズ』 - 蛙吹梅雨 — 『僕のヒーローアカデミア』（第2期） | 最優秀オープニング賞 - 「ピースサイン」：米津玄師 — 『僕のヒーローアカデミア』（第2期） - 「Here」：JUNNA — 『魔法使いの嫁』 - 「今際の死神」：林原めぐみ — 『昭和元禄落語心中 -助六再び篇-』 - 「Shadow and Truth」：ONE III NOTES — 『ACCA13区監察課』 - 「心臓を捧げよ！」：Linked Horizon — 『進撃の巨人』（第2期） - 「The Other Side of the Wall」：Void_Chords feat.MARU — 『プリンセス・プリンシパル』 |
| 最優秀エンディング賞 - 「イシュカン・コミュニケーション」：ちょろゴンず — 『小林さんちのメイドラゴン』 - 「behind」：夏目美緒（礒部花凜）、森川葉月（芳野由奈）、小宮恵那（Lynn） — 『Just Because!』 - 「ひかり、ひかり」：相坂優歌 — 『ネト充のススメ』 - 「カフネ」：Brian the Sun — 『3月のライオン』（第2シリーズ） - 「煌めく浜辺」：大原ゆい子 — 『宝石の国』 - 「ステップアップLOVE」：DAOKO × 岡村靖幸 — 『血界戦線 & BEYOND』 | 最優秀アニメーション賞 - 『僕のヒーローアカデミア』（第2期） — ボンズ - 『映画 聲の形』 — 京都アニメーション - 『宝石の国』 — オレンジ - 『リトルウィッチアカデミア』 — TRIGGER - 『3月のライオン』（第2シリーズ） — シャフト - 『小林さんちのメイドラゴン』 — 京都アニメーション |
| 最優秀ドラマ作品賞 - 『魔法使いの嫁』 — WIT STUDIO - 『ACCA13区監察課』 — マッドハウス - 『昭和元禄落語心中 -助六再び篇-』 — スタジオディーン - 『メイドインアビス』 — キネマシトラス - 『3月のライオン』（第2シリーズ） — シャフト - 『クズの本懐』 — Lerche | 最優秀コメディ作品賞 - 『小林さんちのメイドラゴン』 — 京都アニメーション - 『ゲーマーズ!』 — PINE JAM - 『この素晴らしい世界に祝福を！2』 — スタジオディーン - 『リトルウィッチアカデミア』 — TRIGGER - 『おそ松さん』（第2期） — studioぴえろ - 『徒然チルドレン』 — Studio五組 |
| 最優秀作曲賞 - 『メイドインアビス』 — kevin penkin - 『ACCA13区監察課』 — 高橋諒 - 『宝石の国』 — 藤澤慶昌 - 『リトルウィッチアカデミア』 — 大島ミチル - 『Re:CREATORS』 — 澤野弘之 - 『魔法使いの嫁』 — 松本淳一 | 最優秀アクション賞 - 『僕のヒーローアカデミア』（第2期） — ボンズ - 『進撃の巨人』（第2期） — WIT STUDIO - 『血界戦線 & BEYOND』 — ボンズ - 『Fate/Apocrypha』 — A-1 Pictures - 『宝石の国』 — オレンジ - 『機動戦士ガンダム 鉄血のオルフェンズ』（第2期） — サンライズ |
| 最優秀映画賞 - 『君の名は。』 — コミックス・ウェーブ・フィルム - 『映画 聲の形』 — 京都アニメーション - 『Fate/stay night [Heaven's Feel] I.presage flower』 — ufotable - 『ガールズ&パンツァー 劇場版』 — アクタス - 『この世界の片隅に』 — MAPPA - 『傷物語〈III 冷血篇〉』 — シャフト | 最優秀継続シリーズ賞 - 『3月のライオン』 — シャフト - 『ALL OUT!!』 — トムス・エンタテインメント、MADHOUSE - 『名探偵コナン』 — トムス・エンタテインメント - 『ドラゴンボール超』 — 東映アニメーション - 『機動戦士ガンダム 鉄血のオルフェンズ』 — サンライズ - 『NARUTO -ナルト- 疾風伝』 — studioぴえろ |
| 最優秀CGI賞 - 『宝石の国』 — オレンジ - 『進撃の巨人』（第2期） — WIT STUDIO - 『いぬやしき』 — MAPPA - 『正解するカド』 — 東映アニメーション - 『ナイツ&マジック』 — エイトビット - 『Re:CREATORS』 — TROYCA | 最優秀日常賞 - 『少女終末旅行』 — WHITE FOX - 『亜人ちゃんは語りたい』 — A-1 Pictures - 『けものフレンズ』 — ヤオヨロズ - 『ネト充のススメ』 — SIGNAL.MD - 『サクラクエスト』 — P.A.WORKS - 『月がきれい』 — feel. |
| 最優秀漫画賞 - 『さびしすぎてレズ風俗に行きましたレポ』 — 永田カビ - 『ダンジョン飯』 — 九井諒子 - 『昭和元禄落語心中』 — 雲田はるこ - 『ゴールデンカムイ』 — 野田サトル - 『この世界の片隅に』 — こうの史代 - 『弟の夫』 — 田亀源五郎 | インダストリー・アイコン賞 - クリストファー・サバト |
| Source: | |

#### 複数の部門での受賞・ノミネート作品
| ノミネート数 | 作品                                    |
| ------------ | --------------------------------------- |
| 10           | 『僕のヒーローアカデミア』              |
| 6            | 『宝石の国』                            |
| 6            | 『リトルウィッチアカデミア』            |
| 6            | 『3月のライオン』                       |
| 6            | 『魔法使いの嫁』                        |
| 5            | 『メイドインアビス』                    |
| 4            | 『昭和元禄落語心中 -助六再び篇-』       |
| 4            | 『小林さんちのメイドラゴン』            |
| 3            | 『ACCA13区監察課』                      |
| 3            | 『進撃の巨人』                          |
| 3            | 『ネト充のススメ』                      |
| 2            | 『映画 聲の形』                         |
| 2            | 『血界戦線 & BEYOND』                   |
| 2            | 『この世界の片隅に』                    |
| 2            | 『いぬやしき』                          |
| 2            | 『けものフレンズ』                      |
| 2            | 『この素晴らしい世界に祝福を！2』       |
| 2            | 『機動戦士ガンダム 鉄血のオルフェンズ』 |
| 2            | 『Re:CREATORS』                         |

| 受賞数 | 作品                         |
| ------ | ---------------------------- |
| 7      | 『僕のヒーローアカデミア』   |
| 2      | 『メイドインアビス』         |
| 2      | 『小林さんちのメイドラゴン』 |

### 第3回（2019年）
2018年の作品を対象としている。2018年12月4日に開催が告知され、同月17日に審査員のリストと部門が発表された。一般投票は2019年1月11日から18日まで行われ、2019年2月16日に授賞式が行われた。
この回では日英両言語の最優秀声優賞や最優秀キャラクターデザイン賞、最優秀監督賞などの新部門を含む15部門が設けられた。最優秀ドラマ作品賞、最優秀コメディ作品賞、最優秀作曲賞、最優秀アクション賞、最優秀作曲賞、最優秀日常賞、最優秀CGI賞、最優秀漫画賞の授賞が見送られた一方、前回授与されなかった最優秀ファイトシーン賞が復活した。
『メガロボクス』が最多の8部門でノミネートされ、『DEVILMAN crybaby』が7部門、『アグレッシブ烈子』と『ヴァイオレット・エヴァーガーデン』が6部門でこれに続いた。
最優秀作品賞は『DEVILMAN crybaby』が受賞。また今回初めて設けられた最優秀監督賞を湯浅政明が同作品で受賞した。この回で最多の4部門の受賞となった『僕のヒーローアカデミア』からは主人公の緑谷出久が3年連続でノミネートされ、最優秀男性キャラを受賞した。また同シリーズは劇場版でも最優秀映画賞を受賞している。
特別賞の「インダストリー・アイコン賞」は株式会社ボンズ代表取締役でアニメプロデューサーの南雅彦に贈られ、授賞式には南も出席しスピーチを行った。
受賞者は各項目最上段に太字でダブルダガー（）付きのものである。
| 最優秀作品賞 - 『DEVILMAN crybaby』 — サイエンスSARU - 『宇宙よりも遠い場所』 — マッドハウス - 『ヒナまつり』 — feel. - 『メガロボクス』 — トムス・エンタテインメント - 『ヴァイオレット・エヴァーガーデン』 — 京都アニメーション - 『ゾンビランドサガ』 — MAPPA | 最優秀主役賞 - リムル＝テンペスト — 『転生したらスライムだった件』 - ジョー — 『メガロボクス』 - 烈子 — 『アグレッシブ烈子』 - 梓川咲太 — 『青春ブタ野郎はバニーガール先輩の夢を見ない』 - ヴァイオレット・エヴァーガーデン — 『ヴァイオレット・エヴァーガーデン』 - 蛇喰夢子 — 『賭ケグルイ』                                                                                             |
| 最優秀悪役賞 - オール・フォー・ワン — 『僕のヒーローアカデミア』（第3期） - 新条アカネ — 『SSSS.GRIDMAN』 - モモンガ — 『オーバーロードIII』 - 飛鳥了 — 『DEVILMAN crybaby』 - 鶴見篤四郎 — 『ゴールデンカムイ』 - 勇利 — 『メガロボクス』 | 最優秀男性キャラ - 緑谷出久 / デク — 『僕のヒーローアカデミア』（第3期） - ハイ田 — 『アグレッシブ烈子』 - 本田 — 『ガイコツ書店員 本田さん』 - ジョー — 『メガロボクス』 - 巽幸太郎 — 『ゾンビランドサガ』 - 梓川咲太 — 『青春ブタ野郎はバニーガール先輩の夢を見ない』 |
| 最優秀女性キャラ - 桜島麻衣 — 『青春ブタ野郎はバニーガール先輩の夢を見ない』 - アンズ — 『ヒナまつり』 - アシㇼパ — 『ゴールデンカムイ』 - 三宅日向 — 『宇宙よりも遠い場所』 - 星川リリィ — 『ゾンビランドサガ』 - 各務原なでしこ — 『ゆるキャン△』 | 最優秀オープニング賞 - 「KISS OF DEATH (Produced by HYDE)」：中島美嘉 — 『ダーリン・イン・ザ・フランキス』 - 「Aggretsuko Theme」：Miura Jam — 『アグレッシブ烈子』 - 「Deal with the devil」：Tia — 『賭ケグルイ』 - 「フィクション」：sumika — 『ヲタクに恋は難しい』 - 「Fighting Gold」：Coda — 『ジョジョの奇妙な冒険 黄金の風』 - 「POP TEAM EPIC」：上坂すみれ — 『ポプテピピック』 |
| 最優秀エンディング賞 - 「暁の鎮魂歌」：Linked Horizon — 『進撃の巨人』（第3期） - 「Fly Me to the Star」：スタァライト九九組 — 『少女☆歌劇 レヴュースタァライト』 - 「かかってこいよ」：NakamuraEmi — 『メガロボクス』 - 「Ref:rain」：Aimer — 『恋は雨上がりのように』 - 「Spiky Seeds」：the pillows — 『フリクリ プログレ』 - 「Star overhead」：the pillows — 『フリクリ オルタナ』                                                                 | 最優秀声優賞日本語部門 - 宮野真守 — 『ゾンビランドサガ』巽幸太郎 役 - 潘めぐみ — 『DEVILMAN crybaby』牧村美樹 役 - 東山奈央 — 『ゆるキャン△』志摩リン 役 - ラレコ — 『アグレッシブ烈子』烈子 役 - 上田麗奈 — 『SSSS.GRIDMAN』新条アカネ 役 - 斉藤壮馬 — 『ガイコツ書店員 本田さん』本田 役                                                                                                 |
| 最優秀声優賞英語部門 - クリストファー・サバト — 『僕のヒーローアカデミア』（第3期）オールマイト 役 - デヴィッド・ウォード — 『中間管理録トネガワ』ナレーション - エリカ・メンデス — 『アグレッシブ烈子』烈子 役 - エリカ・ハーラーチャー — 『ヴァイオレット・エヴァーガーデン』ヴァイオレット・エヴァーガーデン 役 - カリ・ウォールグレン — 『フリクリ プログレ』ハルハラ・ハル子 役 - ティア・バラード — 『ダーリン・イン・ザ・フランキス』ゼロツー 役 | 最優秀監督賞 - 湯浅政明 — 『DEVILMAN crybaby』 - いしづかあつこ — 『宇宙よりも遠い場所』 - 内海紘子 — 『BANANA FISH』 - 石立太一 — 『ヴァイオレット・エヴァーガーデン』 - 鈴木洋平 — 『プラネット・ウィズ』 - 森山洋 — 『メガロボクス』 |
| 最優秀アニメーション賞 - 『ヴァイオレット・エヴァーガーデン』 — 京都アニメーション - 『宇宙よりも遠い場所』 — マッドハウス - 『やがて君になる』 — TROYCA - 『DEVILMAN crybaby』 — サイエンスSARU - 『メガロボクス』 — トムス・エンタテインメント - 『僕のヒーローアカデミア』（第3期） — ボンズ | 最優秀キャラクターデザイン賞 - 岸田隆宏、オリジナルデザイン：荒木飛呂彦 — 『ジョジョの奇妙な冒険 黄金の風』 - 高瀬亜貴子 — 『ヴァイオレット・エヴァーガーデン』 - 倉島亜由美、オリジナルデザイン：永井豪 — 『DEVILMAN crybaby』 - 深川可純 — 『ゾンビランドサガ』 - 清水洋、オリジナルデザイン：ちばてつや — 『メガロボクス』 - Yeti — 『アグレッシブ烈子』                                |
| 最優秀ファイトシーン賞 - オール・フォー・ワン vs. オールマイト — 『僕のヒーローアカデミア』（第3期） - ヒナ vs. アンズ — 『ヒナまつり』 - ナルト & サスケ vs. モモシキ — 『BORUTO-ボルト- NARUTO NEXT GENERATIONS』 - ジレン vs. 悟空 — 『ドラゴンボール超』 - ヤミ vs. リヒト — 『ブラッククローバー』 - サタン vs. デビルマン — 『DEVILMAN crybaby』                                                                                                  | 最優秀映画賞 - 『僕のヒーローアカデミア THE MOVIE 〜2人の英雄〜』 — ボンズ - 『夜は短し歩けよ乙女』 — サイエンスSARU - 『未来のミライ』 — スタジオ地図 - 『リズと青い鳥』 — 京都アニメーション - 『マジンガーZ / INFINITY』 — 東映アニメーション - 『打ち上げ花火、下から見るか? 横から見るか? — シャフト                                                                                  |
| 最優秀継続シリーズ賞 - 『ドラゴンボール超』 — 東映アニメーション - 『魔法使いの嫁』 — WIT STUDIO - 『ブラッククローバー』 — studioぴえろ - 『3月のライオン』 — 京都アニメーション - 『ONE PIECE』 — 東映アニメーション - 『BORUTO-ボルト- NARUTO NEXT GENERATIONS』 — studioぴえろ | インダストリー・アイコン賞 - 南雅彦 |
| Source: | |

#### 複数の部門での受賞・ノミネート作品
| ノミネート数 | 作品                                           |
| ------------ | ---------------------------------------------- |
| 8            | 『メガロボクス』                               |
| 7            | 『DEVILMAN crybaby』                           |
| 6            | 『アグレッシブ烈子』                           |
| 6            | 『ヴァイオレット・エヴァーガーデン』           |
| 5            | 『僕のヒーローアカデミア』（第3期）            |
| 5            | 『ゾンビランドサガ』                           |
| 4            | 『宇宙よりも遠い場所』                         |
| 3            | 『ヒナまつり』                                 |
| 3            | 『青春ブタ野郎はバニーガール先輩の夢を見ない』 |
| 2            | 『ブラッククローバー』                         |
| 2            | 『BORUTO-ボルト- NARUTO NEXT GENERATIONS』     |
| 2            | 『ダーリン・イン・ザ・フランキス』             |
| 2            | 『ドラゴンボール超』                           |
| 2            | 『フリクリ プログレ』                          |
| 2            | 『ゴールデンカムイ』                           |
| 2            | 『ジョジョの奇妙な冒険 黄金の風』              |
| 2            | 『賭ケグルイ』                                 |
| 2            | 『ゆるキャン△』                                |
| 2            | 『ガイコツ書店員 本田さん』                    |
| 2            | 『SSSS.GRIDMAN』                               |

| 受賞数 | 作品                                |
| ------ | ----------------------------------- |
| 4      | 『僕のヒーローアカデミア』（第3期） |
| 2      | 『DEVILMAN crybaby』                |

### 第4回（2020年）
2019年の作品を対象としている。2019年12月17日に部門と審査員のリストが発表されたが、Crunchyrollはリストはまだ完全なものではないとした。2020年1月10日にノミネート作品が発表され、同日から17日まで投票が行われた。授賞式は2月15日に開催された。
この回では18の部門が設けられた。ベストカップル賞が初回以来2回ぶり、最優秀作曲賞、最優秀ドラマ作品賞、最優秀コメディ作品賞の3部門が第2回以来1回ぶりに設けられた一方、最優秀映画賞と最優秀継続シリーズ賞の2部門は見送られた。また新たな部門として最優秀ファンタジー作品賞が設けられた。
『キャロル&チューズデイ』、『鬼滅の刃』、『ヴィンランド・サガ』の3作品がそれぞれ9部門と最多のノミネート数となった。宮野真守が最優秀声優賞日本語部門に2年連続ノミネート、Aimerが最優秀エンディング賞に2年連続3回目のノミネートとなった他、第2回で最優秀作曲賞を受賞したケビン・ペンキンも同部門で2度目のノミネートとなった。
最優秀作品賞は『鬼滅の刃』が受賞。主人公である竈門炭治郎は最優秀男性キャラを受賞したが、最優秀主役賞では『Dr.STONE』の石神千空に敗れている。最多受賞数は『鬼滅の刃』と『かぐや様は告らせたい〜天才たちの恋愛頭脳戦〜』が3部門で並んだ。初めて設けられた最優秀ファンタジー作品賞は『約束のネバーランド』が受賞。最優秀作曲賞はカナダの作曲家Mockyが『キャロル&チューズデイ』で受賞した。特別賞の「インダストリー・アイコン賞」は株式会社ウィットスタジオ代表取締役でアニメプロデューサーの和田丈嗣に贈られた。
受賞者は各項目最上段に太字でダブルダガー（）付きのものである。
| 最優秀作品賞 - 『鬼滅の刃』 — ufotable - 『キャロル&チューズデイ』 — ボンズ - 『モブサイコ100 II』 — ボンズ - 『荒ぶる季節の乙女どもよ。』 — Lay-duce - 『約束のネバーランド』 — CloverWorks - 『ヴィンランド・サガ』 — WIT STUDIO | 最優秀主役賞 - 石神千空 — 『Dr.STONE』 - エマ — 『約束のネバーランド』 - 百鬼丸 — 『どろろ』 - サイタマ — 『ワンパンマン』（第2期） - 竈門炭治郎 — 『鬼滅の刃』 - 本田透 — 『フルーツバスケット』 |
| 最優秀悪役賞 - イザベラ — 『約束のネバーランド』 - 曲世愛 — 『バビロン』 - アンジェラ — 『キャロル&チューズデイ』 - アシェラッド — 『ヴィンランド・サガ』 - ガロウ — 『ワンパンマン』（第2期） - オーバーホール — 『僕のヒーローアカデミア』（第4期） | 最優秀男性キャラ - 竈門炭治郎 — 『鬼滅の刃』 - ブローノ・ブチャラティ — 『ジョジョの奇妙な冒険 黄金の風』 - 百鬼丸 — 『どろろ』 - カナタ・ホシジマ — 『彼方のアストラ』 - 街雄鳴造 — 『ダンベル何キロ持てる?』 - 影山茂夫 / モブ — 『モブサイコ100 II』 |
| 最優秀女性キャラ - ラフタリア — 『盾の勇者の成り上がり』 - キャロル — 『キャロル&チューズデイ』 - 藤原千花 — 『かぐや様は告らせたい〜天才たちの恋愛頭脳戦〜』 - エマ — 『約束のネバーランド』 - コハク — 『Dr.STONE』 - 竈門禰󠄀豆子 — 『鬼滅の刃』 | 最優秀オープニング賞 - 「99.9」：MOB CHOIR feat. sajou no hana — 『モブサイコ100 II』 - 「インフェルノ」：Mrs. GREEN APPLE — 『炎炎ノ消防隊』 - 「カワキヲアメク」：美波 — 『ドメスティックな彼女』 - 「Kiss Me」：キャロル（Nai Br.XX）&チューズデイ（Celeina Ann） — 『キャロル&チューズデイ』 - 「MUKANJYO」：Survive Said The Prophet — 『ヴィンランド・サガ』 - 「Touch off」：UVERworld — 『約束のネバーランド』                  |
| 最優秀エンディング賞 - 「チカっとチカ千花っ♡」：藤原千花（小原好美） — 『かぐや様は告らせたい〜天才たちの恋愛頭脳戦〜』 - 「Hold Me Now」：キャロル（Nai Br.XX）&チューズデイ（Celeina Ann） — 『キャロル&チューズデイ』 - 「さよならごっこ」：amazarashi — 『どろろ』 - 「スタンドバイミー」：the peggies — 『さらざんまい』 - 「Torches」：Aimer — 『ヴィンランド・サガ』 - 「veil」：須田景凪 — 『炎炎ノ消防隊』 | 最優秀声優賞日本語部門 - 中村悠一 — 『ジョジョの奇妙な冒険 黄金の風』ブローノ・ブチャラティ 役 - 宮野真守 — 『さらざんまい』新星玲央 役 - 早見沙織 — 『鬼滅の刃』胡蝶しのぶ 役 - ゆきのさつき — 『バビロン』曲世愛 役 - 小林裕介 — 『Dr.STONE』石神千空 役 - 甲斐田裕子 — 『約束のネバーランド』イザベラ 役 |
| 最優秀声優賞英語部門 - ビリー・カメツ — 『盾の勇者の成り上がり』岩谷尚文 役 - ケイシ・モンジロ — 『新世紀エヴァンゲリオン』（Netflix版）碇シンジ 役 - エリカ・メンデス — 『アグレッシブ烈子』（シーズン2）烈子 役 - フェイ・マタ — 『この素晴らしい世界に祝福を!』アクア 役 - カイル・マッカーリー — 『モブサイコ100 II』影山茂夫 役 - ローラ・ベイリー — 『フルーツバスケット』本田透 役                           | 最優秀監督賞 - 荒木哲郎、肥塚正史 — 『進撃の巨人』（第3期） - 鈴木清崇 — 『バビロン』 - 幾原邦彦 — 『さらざんまい』 - 渡辺信一郎、堀元宣 — 『キャロル&チューズデイ』 - 籔田修平 — 『ヴィンランド・サガ』 - 立川譲 — 『モブサイコ100 II』 |
| 最優秀アニメーション賞 - 『モブサイコ100 II』 — ボンズ - 『進撃の巨人』（第3期） — WIT STUDIO - 『鬼滅の刃』 — ufotable - 『Fate/Grand Order -絶対魔獣戦線バビロニア-』 — CloverWorks - 『さらざんまい』 — MAPPA、ラパントラック - 『ヴィンランド・サガ』 — WIT STUDIO | 最優秀キャラクターデザイン賞 - 岩瀧智、オリジナルデザイン：浅田弘幸 — 『どろろ』 - 石川佳代子、オリジナルデザイン：ミギー — 『さらざんまい』 - 阿比留隆彦、オリジナルデザイン：幸村誠 — 『ヴィンランド・サガ』 - 斎藤恒徳、オリジナルデザイン：窪之内英策 — 『キャロル&チューズデイ』 - 岩佐裕子、オリジナルデザイン：Boichi — 『Dr.STONE』 - 八尋裕子、オリジナルデザイン：赤坂アカ — 『かぐや様は告らせたい〜天才たちの恋愛頭脳戦〜』 |
| 最優秀ファイトシーン賞 - 炭治郎 & 禰󠄀豆子 vs. 累 — 『鬼滅の刃』 - キング・クリムゾン vs. メタリカ — 『ジョジョの奇妙な冒険 黄金の風』 - リヴァイ vs. 獣の巨人 — 『進撃の巨人』（第3期） - 茂夫 vs. 統一郎 — 『モブサイコ100 II』 - トルフィン vs. トルケル — 『ヴィンランド・サガ』 - 牛若丸 vs. ティアマト — 『Fate/Grand Order -絶対魔獣戦線バビロニア-』                                                          | 最優秀ドラマ作品賞 - 『ヴィンランド・サガ』 — WIT STUDIO - 『バビロン』 — REVOROOT - 『キャロル&チューズデイ』 — ボンズ - 『フルーツバスケット』 — トムス・エンタテインメント - 『星合の空』 — エイトビット - 『約束のネバーランド』 — CloverWorks |
| 最優秀コメディ作品賞 - 『かぐや様は告らせたい〜天才たちの恋愛頭脳戦〜』 — A-1 Pictures - 『アグレッシブ烈子』（シーズン2） — ファンワークス - 『ダンベル何キロ持てる?』 — 動画工房 - 『異世界かるてっと』 — スタジオぷYUKAI - 『同居人はひざ、時々、頭のうえ。』 — ゼロジー - 『さらざんまい』 — MAPPA、ラパントラック                                                                                              | 最優秀作曲賞 - Mocky — 『キャロル&チューズデイ』 - 椎名豪、梶浦由記 — 『鬼滅の刃』 - 澤野弘之 — 『進撃の巨人』（第3期） - Kevin Penkin — 『盾の勇者の成り上がり』 - 加藤達也、堤博明、YUKI KANESAKA — 『Dr.STONE』 - 菅野祐悟 — 『ジョジョの奇妙な冒険 黄金の風』 |
| ベストカップル賞 - 四宮かぐや & 白銀御行 — 『かぐや様は告らせたい〜天才たちの恋愛頭脳戦〜』 - 範馬刃牙 & 松本梢江 — 『バキ』 - 佐藤真冬 & 上ノ山立夏 — 『ギヴン』 - 玲央 & 真武 — 『さらざんまい』 - 曾根崎り香 & 天城駿 — 『荒ぶる季節の乙女どもよ。』 - ユミル & ヒストリア — 『進撃の巨人』（第3期） | 最優秀ファンタジー作品賞 - 『約束のネバーランド』 — CloverWorks - 『本好きの下剋上 司書になるためには手段を選んでいられません』 — 亜細亜堂 - 『彼方のアストラ』 — Lerche - 『進撃の巨人』（第3期） — WIT STUDIO - 『鬼滅の刃』 — ufotable - 『さらざんまい』 — MAPPA、ラパントラック |
| インダストリー・アイコン賞 - 和田丈嗣 | |
| Source: | |

#### 複数の部門での受賞・ノミネート作品
| ノミネート数 | 作品                                             |
| ------------ | ------------------------------------------------ |
| 9            | 『キャロル&チューズデイ』                        |
| 9            | 『鬼滅の刃』                                     |
| 9            | 『ヴィンランド・サガ』                           |
| 8            | 『さらざんまい』                                 |
| 8            | 『約束のネバーランド』                           |
| 7            | 『モブサイコ100 II』                             |
| 6            | 『進撃の巨人』（第3期）                          |
| 5            | 『Dr.STONE』                                     |
| 5            | 『かぐや様は告らせたい〜天才たちの恋愛頭脳戦〜』 |
| 4            | 『バビロン』                                     |
| 4            | 『どろろ』                                       |
| 4            | 『ジョジョの奇妙な冒険 黄金の風』                |
| 3            | 『フルーツバスケット』                           |
| 3            | 『盾の勇者の成り上がり』                         |
| 2            | 『アグレッシブ烈子』（シーズン2）                |
| 2            | 『彼方のアストラ』                               |
| 2            | 『Fate/Grand Order -絶対魔獣戦線バビロニア-』    |
| 2            | 『炎炎ノ消防隊』                                 |
| 2            | 『ダンベル何キロ持てる?』                        |
| 2            | 『荒ぶる季節の乙女どもよ。』                     |
| 2            | 『ワンパンマン』（第2期）                        |

| 受賞数 | 作品                                             |
| ------ | ------------------------------------------------ |
| 3      | 『鬼滅の刃』                                     |
| 3      | 『かぐや様は告らせたい〜天才たちの恋愛頭脳戦〜』 |
| 2      | 『モブサイコ100 II』                             |
| 2      | 『約束のネバーランド』                           |
| 2      | 『盾の勇者の成り上がり』                         |

### 第5回（2021年）
2020年の作品を対象としている。2020年12月16日に部門と審査員の一覧が発表された。前回から部門の改廃は無かったものの、特別賞である「インダストリー・アイコン賞」は贈られなかった。また審査員は増員された。2021年1月15日にノミネート作品が発表され、同月22日まで投票が行われた。投票総数は1500万票を数え、アメリカ合衆国、メキシコおよびブラジルからの投票が過半数を占めた。
『GREAT PRETENDER』、『呪術廻戦』、『映像研には手を出すな!』の3作品がそれぞれ10部門で最多ノミネート。『BEASTARS』が8部門、『神之塔 -Tower of God-』が7部門で続いた。前回まで2回連続で最優秀声優賞日本語部門へノミネートされた宮野真守は、今回は『虚構推理』で最優秀エンディング賞へ歌手としてのノミネートとなった。作曲家のやまだ豊は『GREAT PRETENDER』で最優秀オープニング賞と最優秀作曲賞の2部門にノミネート。『呪術廻戦』はオープニング・エンディングともにそれぞれの部門でノミネートされた他、ロックバンドALIも同じく2部門でノミネートされた。湯浅政明と立川譲はそれぞれ2度目の最優秀監督賞ノミネート。『フルーツバスケット』と『かぐや様は告らせたい？〜天才たちの恋愛頭脳戦〜』も、第1期に続いてそれぞれ最優秀ドラマ作品賞、最優秀コメディ作品賞へ2度目のノミネートとなった。最優秀ファイトシーン賞には『THE GOD OF HIGH SCHOOL ゴッド・オブ・ハイスクール』から2シーンがノミネートされた。『かぐや様』のかぐや&白銀は前回受賞したベストカップル賞に再びノミネート。作曲家のケビン・ペンキンは『神之塔』で最優秀作曲賞に（賞が設けられた）3回連続のノミネートとなった。
最優秀作品賞は『呪術廻戦』が受賞した。『かぐや様は告らせたい？〜天才たちの恋愛頭脳戦〜』が第1期に続いて2年連続で最優秀コメディ作品賞を受賞。湯浅政明は2度目の最優秀監督賞受賞となり、その監督作『映像研には手を出すな!』も最優秀アニメーション賞を受賞した。またケビン・ペンキンが2度目となる最優秀作曲賞を受賞した。ロックバンドALIは『BEASTARS』のオープニングテーマ「Wild Side」と、『呪術廻戦』のエンディングテーマ「LOST IN PARADISE」でそれぞれ受賞し2冠となった。
受賞者は各項目最上段に太字でダブルダガー（）付きのものである。
| 最優秀作品賞 - 『呪術廻戦』 — MAPPA - 『天晴爛漫!』 — P.A.WORKS - 『BEASTARS』 — オレンジ - 『ドロヘドロ』 — MAPPA - 『GREAT PRETENDER』 — WIT STUDIO - 『映像研には手を出すな!』 — サイエンスSARU | 最優秀主役賞 - カタリナ・クラエス — 『乙女ゲームの破滅フラグしかない悪役令嬢に転生してしまった…』 - アノス・ヴォルディゴード — 『魔王学院の不適合者 〜史上最強の魔王の始祖、転生して子孫たちの学校へ通う〜』 - 浅草みどり — 『映像研には手を出すな!』 - ナツメ — 『デカダンス』 - 日向翔陽 — 『ハイキュー!! TO THE TOP』 - 虎杖悠仁 — 『呪術廻戦』                                      |
| 最優秀悪役賞 - 両面宿儺 — 『呪術廻戦』 - 草摩慊人 — 『フルーツバスケット』（2nd season） - エキドナ — 『Re:ゼロから始める異世界生活』（第2期） - 煙 — 『ドロヘドロ』 - オーバーホール — 『僕のヒーローアカデミア』（第4期） - ラヘル — 『神之塔 -Tower of God-』 | 最優秀男性キャラ - 日向翔陽 — 『ハイキュー!! TO THE TOP』 - アノス・ヴォルディゴード — 『魔王学院の不適合者 〜史上最強の魔王の始祖、転生して子孫たちの学校へ通う〜』 - カイマン — 『ドロヘドロ』 - クン・アゲロ・アグネス — 『神之塔 -Tower of God-』 - レゴシ — 『BEASTARS』 - 五条悟 — 『呪術廻戦』                                                                                   |
| 最優秀女性キャラ - 四宮かぐや — 『かぐや様は告らせたい？〜天才たちの恋愛頭脳戦〜』 - アビゲイル・ジョーンズ — 『GREAT PRETENDER』 - カタリナ・クラエス — 『乙女ゲームの破滅フラグしかない悪役令嬢に転生してしまった…』 - 水原千鶴 — 『彼女、お借りします』 - 能井 — 『ドロヘドロ』 - 金森さやか — 『映像研には手を出すな!』 | 最優秀オープニング賞 - 「Wild Side」：ALI — 『BEASTARS』 - 「DADDY! DADDY! DO! feat. 鈴木愛理」：鈴木雅之 — 『かぐや様は告らせたい？〜天才たちの恋愛頭脳戦〜』 - 「Easy Breezy」：chelmico — 『映像研には手を出すな!』 - 「G.P.」：やまだ豊（作曲） — 『GREAT PRETENDER』 - 「廻廻奇譚」：Eve — 『呪術廻戦』 - 「PHOENIX」：BURNOUT SYNDROMES — 『ハイキュー!! TO THE TOP』             |
| 最優秀エンディング賞 - 「LOST IN PARADISE feat. AKLO」：ALI — 『呪術廻戦』 - 「D.D.D.D」：(K)NoW_NAME — 『ドロヘドロ』 - 「LAST DANCE」：宮野真守 — 『虚構推理』 - 「NIGHT RUNNING」：Shin Sakiura feat. AAAMYYY — 『BNA ビー・エヌ・エー』 - 「ザ・グレート・プリテンダー」：フレディ・マーキュリー — 『GREAT PRETENDER』 - 「Welcome My Friend」：OKAMOTO'S — 『富豪刑事 Balance:UNLIMITED』                                                         | 最優秀声優賞日本語部門 - 小林裕介 — 『Re:ゼロから始める異世界生活』（第2期）ナツキ・スバル 役 - 緒方恵美 — 『地縛少年花子くん』花子くん 役 - 田村睦心 — 『映像研には手を出すな!』金森さやか 役 - 杉山里穂 — 『波よ聞いてくれ』鼓田ミナレ 役 - 中村悠一 — 『呪術廻戦』五条悟 役 - 大貫勇輔 — 『富豪刑事 Balance:UNLIMITED』神戸大助 役                                                   |
| 最優秀声優賞英語部門 - ジーノ・ロビンソン — 『僕のヒーローアカデミア』（第4期）ホークス 役 - アーロン・フィリップス — 『GREAT PRETENDER』ローラン・ティエリー 役 - アナイリス・キニョネス — 『Re:ゼロから始める異世界生活』（第2期）エキドナ 役 - クリスピン・フリーマン — 『Fate/Grand Order -絶対魔獣戦線バビロニア-』ジウスドラ 役 - ジョニー・ヨング・ボッシュ — 『神之塔 -Tower of God-』夜 役 - ジョナ・スコット — 『BEASTARS』レゴシ 役         | 最優秀監督賞 - 湯浅政明 — 『映像研には手を出すな!』 - 鏑木ひろ — 『GREAT PRETENDER』 - 畠山守 — 『かぐや様は告らせたい？〜天才たちの恋愛頭脳戦〜』 - 朴性厚 — 『呪術廻戦』 - 佐野隆史 — 『神之塔 -Tower of God-』 - 立川譲 — 『デカダンス』 |
| 最優秀アニメーション賞 - 『映像研には手を出すな!』 - サイエンスSARU - 『BEASTARS』 — オレンジ - 『GREAT PRETENDER』 — WIT STUDIO - 『呪術廻戦』 — MAPPA - 『プリンセスコネクト！Re:Dive』 — CygamesPictures - 『THE GOD OF HIGH SCHOOL ゴッド・オブ・ハイスクール』 — MAPPA | 最優秀キャラクターデザイン賞 - 伊藤麻由加、オリジナルデザイン：あいだいろ — 『地縛少年花子くん』 - Genice Chan、芳垣祐介 — 『BNA ビー・エヌ・エー』 - 工藤昌史、谷野美穂、オリジナルデザイン：SIU — 『神之塔 -Tower of God-』 - 浅野直之、オリジナルデザイン：大童澄瞳 — 『映像研には手を出すな!』 - 高橋留美子、菱沼義仁 — 『半妖の夜叉姫』 - 貞本義行、加藤寛崇 — 『GREAT PRETENDER』 |
| 最優秀ファイトシーン賞 - デク vs. オーバーホール — 『僕のヒーローアカデミア』（第4期） - ベルクーリ vs. 暗黒神ベクタ — 『ソードアート・オンライン アリシゼーション War of Underworld』 - 喧嘩屋 vs. 処刑課師匠 — 『アクダマドライブ』 - ジン・モリ vs. ハン・デイ — 『THE GOD OF HIGH SCHOOL ゴッド・オブ・ハイスクール』 - ジン・モリ vs. ジェガル・テク — 『THE GOD OF HIGH SCHOOL ゴッド・オブ・ハイスクール』 - 五条悟 vs. 両面宿儺 — 『呪術廻戦』 | 最優秀ドラマ作品賞 - 『フルーツバスケット』（2nd season） — トムス・エンタテインメント - 『BEASTARS』 — オレンジ - 『GREAT PRETENDER』 — WIT STUDIO - 『日本沈没2020』 — サイエンスSARU - 『イエスタデイをうたって』 — 動画工房 - 『ソマリと森の神様』 — サテライト、HORNETS |
| 最優秀コメディ作品賞 - 『かぐや様は告らせたい？〜天才たちの恋愛頭脳戦〜』 — A-1 Pictures - 『かくしごと』 — 亜細亜堂 - 『映像研には手を出すな!』 — サイエンスSARU - 『乙女ゲームの破滅フラグしかない悪役令嬢に転生してしまった…』 — SILVER LINK. - 『魔王城でおやすみ』 — 動画工房 - 『魔王学院の不適合者 〜史上最強の魔王の始祖、転生して子孫たちの学校へ通う〜』 — SILVER LINK.                                                                      | 最優秀作曲賞 - ケビン・ペンキン — 『神之塔 -Tower of God-』 - 桶狭間ありさ — 『THE GOD OF HIGH SCHOOL ゴッド・オブ・ハイスクール』 - 牛尾憲輔 — 『日本沈没2020』 - オオルタイチ — 『映像研には手を出すな!』 - 神前暁 — 『BEASTARS』 - やまだ豊 — 『GREAT PRETENDER』 |
| ベストカップル賞 - 由崎星空 & 由崎司 — 『トニカクカワイイ』 - カタリナ・クラエス & マリア・キャンベル — 『乙女ゲームの破滅フラグしかない悪役令嬢に転生してしまった…』 - 水原千鶴 & 木ノ下和也 — 『彼女、お借りします』 - 四宮かぐや & 白銀御行 — 『かぐや様は告らせたい？〜天才たちの恋愛頭脳戦〜』 - 岩永琴子 & 桜川九郎 — 『虚構推理』 - レゴシ & ハル — 『BEASTARS』                                                                                | 最優秀ファンタジー作品賞 - 『Re:ゼロから始める異世界生活』（第2期） — WHITE FOX - 『本好きの下剋上 司書になるためには手段を選んでいられません』（第2部） — 亜細亜堂 - 『デカダンス』 — NUT - 『ドロヘドロ』 — MAPPA - 『ドラゴンクエスト ダイの大冒険』 — 東映アニメーション - 『神之塔 -Tower of God-』 — テレコム・アニメーションフィルム                                             |
| Source: | |

#### 複数の部門での受賞・ノミネート作品
| ノミネート数 | 作品                                                                          |
| ------------ | ----------------------------------------------------------------------------- |
| 10           | 『GREAT PRETENDER』                                                           |
| 10           | 『呪術廻戦』                                                                  |
| 10           | 『映像研には手を出すな!』                                                     |
| 8            | 『BEASTARS』                                                                  |
| 7            | 『神之塔 -Tower of God-』                                                     |
| 6            | 『ドロヘドロ』                                                                |
| 5            | 『かぐや様は告らせたい？〜天才たちの恋愛頭脳戦〜』                            |
| 4            | 『THE GOD OF HIGH SCHOOL ゴッド・オブ・ハイスクール』                         |
| 4            | 『乙女ゲームの破滅フラグしかない悪役令嬢に転生してしまった…』                 |
| 4            | 『Re:ゼロから始める異世界生活』（第2期）                                      |
| 3            | 『デカダンス』                                                                |
| 3            | 『ハイキュー!! TO THE TOP』                                                   |
| 3            | 『魔王学院の不適合者 〜史上最強の魔王の始祖、転生して子孫たちの学校へ通う〜』 |
| 3            | 『僕のヒーローアカデミア』（第4期）                                           |
| 2            | 『BNA ビー・エヌ・エー』                                                      |
| 2            | 『フルーツバスケット』（2nd season）                                          |
| 2            | 『虚構推理』                                                                  |
| 2            | 『日本沈没2020』                                                              |
| 2            | 『富豪刑事 Balance:UNLIMITED』                                                |
| 2            | 『彼女、お借りします』                                                        |
| 2            | 『地縛少年花子くん』                                                          |

| 受賞数 | 作品                                               |
| ------ | -------------------------------------------------- |
| 3      | 『呪術廻戦』                                       |
| 2      | 『かぐや様は告らせたい？〜天才たちの恋愛頭脳戦〜』 |
| 2      | 『映像研には手を出すな!』                          |
| 2      | 『僕のヒーローアカデミア』（第4期）                |
| 2      | 『Re:ゼロから始める異世界生活』（第2期）           |

### 第6回（2022年）
2021年の作品を対象としている。2021年12月16日に部門と審査員の一覧が発表された。ドイツ語、フランス語、スペイン語 (ラテンアメリカ)、スペイン語 (スペイン)、ポルトガル語、ロシア語の新しい声優部門の他、最優秀アクション賞と最優秀映画賞が復活し、ベストカップル賞と入れ替わる形でベストロマンス賞が追加された。2022年1月18日にノミネート作品が発表され>、同月25日まで投票が行われた。
『呪術廻戦』は最多16部門にノミネートされ、『進撃の巨人 The Final Season Part1』、『オッドタクシー』、『ワンダーエッグ・プライオリティ』が11件ノミネートされた。
授賞式は2022年2月9日に開催され、少年層を対象とした作品が賞を独占した。『進撃の巨人 The Final Season Part1』がアニメ・オブ・ザ・イヤーを受賞した他、『呪術廻戦』が最多6部門を受賞した。
受賞者は各項目最上段に太字でダブルダガー（）付きのものである。
| 最優秀作品賞 - 『進撃の巨人 The Final Season Part.1』 — MAPPA - 『86-エイティシックス-』 — A-1 Pictures - 『呪術廻戦』 — MAPPA - 『オッドタクシー』 — OLM、P.I.C.S - 『王様ランキング』 — WIT STUDIO - 『Sonny Boy』 — MADHOUSE | 最優秀男性キャラクター賞 - ボッジ — 『王様ランキング』 - 石神千空 — 『Dr.STONE』 (第2期) - 宮村伊澄 — 『ホリミヤ』 - 小戸川宏 — 『オッドタクシー』 - 龍宮寺堅 — 『東京卍リベンジャーズ』 - 佐野万次郎 — 『東京卍リベンジャーズ』 |
| 最優秀女性キャラクター賞 - 釘崎野薔薇 — 『呪術廻戦』 - 本田透 — 『フルーツバスケットThe Final』 - 古見硝子 — 『古見さんは、コミュ症です。』 - ヴラディレーナ・ミリーゼ — 『86-エイティシックス-』 - 大戸アイ — 『ワンダーエッグ・プライオリティ』 - 渡辺さらさ – 『かげきしょうじょ!!』 | 最優秀主人公賞 - 小戸川宏 — 『オッドタクシー』 - ボッジ — 『王様ランキング』 - 虎杖悠仁 — 『呪術廻戦』 - エレン・イェーガー — 『進撃の巨人 The Final Season Part.1』 - ジョー — 『NOMAD メガロボクス2』 - 大戸アイ — 『ワンダーエッグ・プライオリティ』 |
| 最優秀敵役賞 - エレン・イェーガー — 『進撃の巨人 The Final Season Part.1』 - エキドナ — 『Re:ゼロから始める異世界生活 season 2』 - 稀咲鉄太 — 『東京卍リベンジャーズ』 - 死柄木弔 — 『僕のヒーローアカデミア』（第5期） - 神道愛之介 — 『SK∞ エスケーエイト』 - ヤノ — 『オッドタクシー』 | 最優秀ファイトシーン賞 - 虎杖悠仁、東堂 葵 vs. 花御 — 『呪術廻戦』 - エレン・イェーガー vs. 戦鎚の巨人 — 『進撃の巨人 The Final Season Part.1』 - うずまきナルト vs. 大筒木イッシキ — BORUTO-ボルト- NARUTO NEXT GENERATIONS - 虎杖悠仁、釘崎野薔薇 vs. 壊相、血塗 — 『呪術廻戦』 - エルマ vs. トール — 『小林さんちのメイドラゴンS』 - ヴィヴィ vs. 垣谷ユウゴ — 『Vivy -Fluorite Eye's Song-』                         |
| 最優秀監督賞 - 木下麦 — 『オッドタクシー』 - 林祐一郎 — 『進撃の巨人 The Final Season Part.1』 - 森山洋 — 『NOMAD メガロボクス2』 - 夏目真悟 — 『Sonny Boy』 - 朴性厚 — 『呪術廻戦』 - 若林信 — 『ワンダーエッグ・プライオリティ』 | 最優秀アニメーション賞 - 『鬼滅の刃 無限列車編』 — ufotable - 『呪術廻戦』 — MAPPA - 『小林さんちのメイドラゴンS』 — 京都アニメーション - 『無職転生 〜異世界行ったら本気だす〜』 — スタジオバインド - 『Vivy -Fluorite Eye's Song-』 — Wit Studio - 『ワンダーエッグ・プライオリティ』 — CloverWorks |
| 最優秀キャラクターデザイン賞 - 平松禎史（原作：芥見下々） — 『呪術廻戦』 - 千葉道徳 — 『SK∞ エスケーエイト』 - 木下麦、中山裕美 — 『オッドタクシー』 - loundraw、高橋裕一 — 『Vivy -Fluorite Eye's Song-』 - 野崎あつこ — 『王様ランキング』 - 高橋沙妃 — 『ワンダーエッグ・プライオリティ』 | 最優秀作曲賞 - 梶浦由記、椎名豪 — 『鬼滅の刃 無限列車編』 - DÉ DÉ MOUSE、ミト — 『ワンダーエッグ・プライオリティ』 - 神前暁 — 『Vivy -Fluorite Eye's Song-』 - mabanua — 『NOMAD メガロボクス2』 - PUNPEE、VaVa、OMSB — 『オッドタクシー』 - 澤野弘之、KOHTA YAMAMOTO — 『86-エイティシックス-』 |
| 最優秀声優賞（日本語） - 梶裕貴 — 『進撃の巨人 The Final Season Part.1』エレン・イェーガー 役 - 佐倉綾音 — 『進撃の巨人 The Final Season Part.1』ガビ・ブラウン 役 - 小林清志 — 『ルパン三世 PART6』次元大介 役 - 悠木碧 — 『蜘蛛ですが、なにか?』蜘蛛子 役 - 花江夏樹 — 『オッドタクシー』小戸川宏 役 - 相川奏多 — 『ワンダーエッグ・プライオリティ』大戸アイ 役                                                      | 最優秀声優賞（英語） - David Wald — 『SK∞ エスケーエイト』神道愛之介 役 - Brittany Cox — 『海賊王女』フェナ・ハウトマン 役 - Laura Bailey — 『フルーツバスケットThe Final』本田透 役 - Adam McArthur — 『呪術廻戦』虎杖悠仁 役 - Matt Shipman — 『SK∞ エスケーエイト』喜屋武歴 役 - Anairis Quiñones — 『ワンダーエッグ・プライオリティ』川井リカ 役                                                                     |
| 最優秀声優賞（ドイツ語） - René Dawn-Claude - 『呪術廻戦』五条悟 役 - Florian Knorn — 『デジモンアドベンチャー LAST EVOLUTION 絆』八神太一 役 - Rieke Werner — 『劇場版 Fate/stay night [Heaven's Feel] III.spring song』間桐桜 役 - Marios Gavrilis — 『ジョジョの奇妙な冒険』ディオ・ブランドー 役 - Tommy Morgenstern — 『プロメア』ガロ・ティモス 役 - Torsten Münchow — 巌窟王モンテ・クリスト伯爵 役             | 最優秀声優賞（フランス語） - Enzo Ratsito — 『鬼滅の刃 無限列車編』竈門炭治郎 役 - Mark Lesser — 『呪術廻戦』五条悟 役 - Alexis Thomassian — 『王様ランキング』カゲ 役 - Brieuc Lemaire — 『ヴァニタスの手記』ヴァニタス 役 - Nancy Philippot —『盾の勇者の成り上がり』ラフタリア 役 - Olivier Premel — 『東京卍リベンジャーズ』花垣武道 役                                                                              |
| 最優秀声優賞（スペイン語 - ラテンアメリカ） - Irwin Daayán — 『鬼滅の刃 無限列車編』煉󠄁獄杏寿郎 役 - José Vilchis — 『カウボーイビバップ』スパイク・スピーゲル 役 - Victor Ugarte — 『シン・エヴァンゲリオン劇場版』碇シンジ 役 - José Gilberto Vilchis - 『呪術廻戦』五条悟 役 - Jessica Ángeles — 『かぐや様は告らせたい〜天才たちの恋愛頭脳戦〜』四宮かぐや 役 - Romina Marroquín — 『蜘蛛ですが、なにか?』蜘蛛子 役 | 最優秀声優賞（標準スペイン語） - Marcel Navarro — 『劇場版 鬼滅の刃 無限列車編』竈門炭治郎 役 - Bianca Rada — 『デジモンアドベンチャー LAST EVOLUTION 絆』八神太一 役 - Albert Trifol Segarra — 『シン・エヴァンゲリオン劇場版』碇シンジ 役 - Adelaida López — 『劇場版 美少女戦士セーラームーンEternal』月野うさぎ 役 - Blanca Hualde (Neri) — 『終末のワルキューレ』ブリュンヒルデ 役 - Marc Zanni — 『極主夫道』龍 役 |
| 最優秀声優賞（ポルトガル語） - Leo Rabelo — 『呪術廻戦』五条悟 役 - Hannah Buttel — 『86-エイティシックス-』ヴラディレーナ・ミリーゼ 役 - Amanda Brigido — 『呪術廻戦』釘崎野薔薇 役 - Carol Valença — 『ONE PIECE』モンキー・D・ルフィ 役 - Luísa Viotti — 『Re:ゼロから始める異世界生活 season 2』エキドナ 役 - Luiz Sergio Vieira — 『東京卍リベンジャーズ』花垣武道 役                                             | 最優秀声優賞（ロシア語） - Islam Gandzhaev — 『劇場版 鬼滅の刃 無限列車編』竈門炭治郎 役 - Vlad Tokarev — 『進撃の巨人 The Final Season Part.1』エレン・イェーガー 役 - Olga Matskevich — 『魔女見習いをさがして』吉月ミレ 役 - Polina Rtischeva — 『ONE PIECE』モンキー・D・ルフィ 役 - Elizaveta Sheikh — 『蜘蛛ですが、なにか?』蜘蛛子 役 - Tatyana Shamarina — 『Vivy -Fluorite Eye's Song-』ヴィヴィ 役             |
| 最優秀オープニング賞 - 「僕の戦争」：神聖かまってちゃん — 『進撃の巨人 The Final Season Part.1』 - 「怪物」：YOASOBI — 『BEASTARS』（第2期） - 「VIVID VICE」：Who-ya Extended — 『呪術廻戦』 - 「愛のシュプリーム！」：fhána — 『小林さんちのメイドラゴンS』 - 「ODDTAXI」：スカートとPUNPEE — 『オッドタクシー』 - 「Cry Baby」：Official髭男dism — 『東京卍リベンジャーズ』                                         | 最優秀エンディング賞 - 「白銀」：LiSA — 『鬼滅の刃 無限列車編』 - 「衝撃」：安藤裕子 — 『進撃の巨人 The Final Season Part.1』 - 「優しい彗星：YOASOBI — 『BEASTARS』（第2期） - 「ないない」 by ReoNa — 『シャドーハウス』 - 「インフィニティ」：優里 — 『SK∞ エスケーエイト』 - 「がんばれ！蜘蛛子さんのテーマ」：悠木碧 — 『蜘蛛ですが、なにか?』                                                                      |
| 最優秀アクション作品賞 - 『呪術廻戦』 — MAPPA - 『進撃の巨人 The Final Season Part.1』 — MAPPA - 『鬼滅の刃 無限列車編』— ufotable - 『SSSS.DYNAZENON』 — スタジオトリガー - 『Vivy -Fluorite Eye's Song-』 — WIT STUDIO - 『ワンダーエッグ・プライオリティ』 — CloverWorks | 最優秀コメディー作品賞 - 『古見さんは、コミュ症です。』 — OLM - 『イジらないで、長瀞さん』 — テレコム・アニメーションフィルム - 『天地創造デザイン部』 — 旭プロダクション - 『うらみちお兄さん』 — スタジオブラン - 『小林さんちのメイドラゴンS』 — 京都アニメーション - 『オッドタクシー』 — OLM and P.I.C.S |
| 最優秀ドラマ作品賞 - 『終末のワルキューレ』 — ブレインズ・ベース - 『86-エイティシックス-』 — A-1 Pictures - 『フルーツバスケットThe Final』 — トムス・エンタテインメント - 『かげきしょうじょ!!』 — PINE JAM - 『オッドタクシー』 — OLM and P.I.C.S - 『ワンダーエッグ・プライオリティ』 — CloverWorks | 最優秀ロマンス作品賞 - 『ホリミヤ』 — CloverWorks - 『BEASTARS』（第2期） — オレンジ - 『フルーツバスケットThe Final』 — トムス・エンタテインメント - 『イジらないで、長瀞さん』 — テレコムアニメーションフィルム - 『古見さんは、コミュ症です。』 — OLM - 『死神坊ちゃんと黒メイド』 — J.C.STAFF |
| 最優秀ファンタジー作品賞 - 『転生したらスライムだった件』（第2期） — エイトビット - 『無職転生 〜異世界行ったら本気だす〜』 — スタジオバインド - 『王様ランキング』 — WIT STUDIO - 『ヴァニタスの手記』 — ボンズ - 『終末のワルキューレ』 — ブレインズ・ベース - 『ワンダーエッグ・プライオリティ』 — CloverWorks | 最優秀長編アニメ賞 - 『劇場版 鬼滅の刃 無限列車編』 — ufotable - 『竜とそばかすの姫』 — スタジオ地図 - 『シン・エヴァンゲリオン劇場版』 — カラー - 『ジョゼと虎と魚たち』 — ボンズ - 『劇場版「SHIROBAKO」』 — P.A. Works - 『サイダーのように言葉が湧き上がる』 — シグナル・エムディ、サブリメイション |
| Source: | |

#### 複数の部門での受賞・ノミネート作品
| ノミネート数 | 作品                                         |
| ------------ | -------------------------------------------- |
| 16           | 『呪術廻戦』                                 |
| 11           | 『進撃の巨人 The Final Season Part.1』       |
| 11           | 『オッドタクシー』                           |
| 11           | 『ワンダーエッグ・プライオリティ』           |
| 6            | 『王様ランキング』                           |
| 6            | 『東京卍リベンジャーズ』                     |
| 6            | 『Vivy -Fluorite Eye's Song-』               |
| 5            | 『86-エイティシックス-』                     |
| 5            | 『鬼滅の刃 無限列車編』                      |
| 5            | 『SK∞ エスケーエイト』                       |
| 4            | 『劇場版 鬼滅の刃 無限列車編』               |
| 4            | 『フルーツバスケットThe Final』              |
| 4            | 『小林さんちのメイドラゴンS』                |
| 4            | 『蜘蛛ですが、なにか?』                      |
| 3            | 『BEASTARS』（第2期）                        |
| 3            | 『シン・エヴァンゲリオン劇場版』             |
| 3            | 『古見さんは、コミュ症です。』               |
| 3            | 『NOMAD メガロボクス2』                      |
| 2            | 『デジモンアドベンチャー LAST EVOLUTION 絆』 |
| 2            | 『イジらないで、長瀞さん』                   |
| 2            | 『ホリミヤ』                                 |
| 2            | 『かげきしょうじょ!!』                       |
| 2            | 『無職転生 〜異世界行ったら本気だす〜』      |
| 2            | 『ONE PIECE』                                |
| 2            | 『Re:ゼロから始める異世界生活 season 2』     |
| 2            | 『Sonny Boy』                                |
| 2            | 『ヴァニタスの手記』                         |
| 2            | 『終末のワルキューレ』                       |

| 受賞数 | 作品                                   |
| ------ | -------------------------------------- |
| 6      | 『呪術廻戦』                           |
| 5      | 『鬼滅の刃 無限列車編』                |
| 4      | 『進撃の巨人 The Final Season Part.1』 |
| 3      | 『劇場版 鬼滅の刃 無限列車編』         |
| 2      | 『オッドタクシー』                     |

### 第7回（2023年）
2021年11月から2022年9月の作品を対象としている。2022年12月8日に部門と審査員の一覧が発表された。全31部門が発表され、「メイン部門」と「ファン部門」に分けられた。「何があっても守りたい 」キャラクター賞、最優秀オリジナルアニメ賞、最優秀アニソン賞などが新設され、最優秀男性（女性）キャラクター賞が削除された代わりに最優秀助演キャラクター賞が追加された。最優秀声優賞はイタリア語とアラビア語が追加され、ロシア語が削除された。2023年1月19日にノミネート作品が発表され、同月25日まで投票が行われた。
『SPY×FAMILY』は最多19部門にノミネートされ、『王様ランキング』が17部門、『サイバーパンク：エッジランナーズ』の13部門が続いた。
授賞式は2023年3月4日にグランドプリンスホテル新高輪で開催された。『サイバーパンク：エッジランナーズ』がアニメ・オブ・ザ・イヤーを受賞した他、『鬼滅の刃 遊郭編』、『進撃の巨人 The Final Season Part.2』、『SPY×FAMILY』がそれぞれ最多6部門を受賞した。
受賞者は各項目最上段に太字でダブルダガー（）付きのものである。
| 最優秀作品賞 - 『サイバーパンク：エッジランナーズ』 — TRIGGER、CD Projekt RED - 『進撃の巨人 The Final Season Part.2』 — MAPPA - 『鬼滅の刃 遊郭編』 — ufotable - 『リコリス・リコイル』 — A-1 Pictures - 『王様ランキング』 — WIT STUDIO - 『SPY×FAMILY』 — WIT STUDIO、CloverWorks | 最優秀オリジナルアニメ賞 - 『リコリス・リコイル』 — A-1 Pictures - 『BIRDIE WING -Golf Girls' Story-』 — BN Pictures - 『ヒーラー・ガール』 — Studio 3Hz - 『地球外少年少女』 — Production +h. - 『ヴァンパイア・イン・ザ・ガーデン』 — WIT STUDIO - 『ユーレイデコ』 — サイエンスSARU |
| 最優秀キャラクターデザイン賞 - 松島晃（原作：吾峠呼世晴） — 『鬼滅の刃 遊郭編』 - 吉成曜 — 『サイバーパンク：エッジランナーズ』 - 筱雅律（原作：荒木飛呂彦） — 『ジョジョの奇妙な冒険 ストーンオーシャン』 - 石田一将（原作：福田晋一） — 『その着せ替え人形は恋をする』 - 野崎あつこ（原作：十日草輔） — 『王様ランキング』 - 嶋田和晃（原作：遠藤達哉） — 『SPY×FAMILY』                          | 最優秀アニメーション賞 - 『鬼滅の刃 遊郭編』 — ufotable - 『明日ちゃんのセーラー服』 — CloverWorks - 『進撃の巨人 The Final Season Part.2』 — MAPPA - 『サイバーパンク：エッジランナーズ』 — TRIGGER、CD Projekt RED - 『王様ランキング』 — WIT STUDIO - 『SPY×FAMILY』 — WIT STUDIO、CloverWorks |
| 最優秀新シリーズ賞 - 『SPY×FAMILY』 — WIT STUDIO、CloverWorks - 『よふかしのうた』 — ライデンフィルム - 『サイバーパンク：エッジランナーズ』 — TRIGGER、CD Projekt RED - 『リコリス・リコイル』 — A-1 Pictures - 『その着せ替え人形は恋をする』 — CloverWorks - 『パリピ孔明』 — P.A.WORKS | 最優秀継続シリーズ賞 - 『ONE PIECE — 東映アニメーション - 『進撃の巨人 The Final Season Part.2』 — MAPPA - 『鬼滅の刃 遊郭編』 — ufotable - 『ジョジョの奇妙な冒険 ストーンオーシャン』 — david production - 『かぐや様は告らせたい-ウルトラロマンティック-』 — A-1 Pictures - 『メイドインアビス 烈日の黄金郷』 — キネマシトラス |
| 最優秀オープニング賞 - 「The Rumbling」：SiM — 『進撃の巨人 The Final Season Part.2』 - 「チキチキバンバン」：QUEENDOM — 『パリピ孔明』 - 「ミックスナッツ」：Official髭男dism — 『SPY×FAMILY』 - 「裸の勇者」：Vaundy — 『王様ランキング』 - 「This Fire」：Franz Ferdinand — 『サイバーパンク：エッジランナーズ』 - 「残響散歌」：Aimer — 『鬼滅の刃 遊郭編』                                     | 最優秀エンディング賞 - 「喜劇」：星野源 — 『SPY×FAMILY』 - 「悪魔の子」：ヒグチアイ — 『進撃の巨人 The Final Season Part.2』 - 「ハートはお手上げ」：鈴木愛理 — 『かぐや様は告らせたい-ウルトラロマンティック-』 - 「恋ノ行方」：あかせあかり — 『その着せ替え人形は恋をする』 - 「小喋日和」：FantasticYouth — 『古見さんは、コミュ症です。』（第2期） - 「よふかしのうた」：Creepy Nuts — 『よふかしのうた』                           |
| 最優秀作曲賞 - 澤野弘之、KOHTA YAMAMOTO — 『進撃の巨人 The Final Season Part.2』 - 山岡晃 — 『サイバーパンク：エッジランナーズ』 - 梶浦由記、椎名豪 — 『鬼滅の刃 遊郭編』 - Kevin Penkin — 『メイドインアビス 烈日の黄金郷』 - (K)NoW_NAME — 『SPY×FAMILY』 - 彦田元気 — 『パリピ孔明』 | 最優秀長編アニメ賞 - 『劇場版 呪術廻戦 0』 — MAPPA - 『バブル』 — WIT STUDIO - 『ドラゴンボール超 スーパーヒーロー』 — 東映アニメーション - 『犬王』 — サイエンスSARU - 『ONE PIECE FILM RED』 — 東映アニメーション - 『鹿の王 ユナと約束の旅』 — Production I.G |
| 最優秀監督賞 - 外崎春雄 — 『鬼滅の刃 遊郭編』 - 今石洋之 — 『サイバーパンク：エッジランナーズ』 - 古橋一浩 — 『SPY×FAMILY』 - 足立慎吾 — 『リコリス・リコイル』 - 八田洋介 — 『王様ランキング』 - 林祐一郎 — 『進撃の巨人 The Final Season Part.2』 | 最優秀主演キャラクター賞 - エレン・イェーガー — 『進撃の巨人 The Final Season Part.2』 - ボッジ — 『王様ランキング』 - 錦木千束 — 『リコリス・リコイル』 - デイビッド・マルティネス — 『サイバーパンク：エッジランナーズ』 - ロイド・フォージャー — 『SPY×FAMILY』 - 喜多川海夢 — 『その着せ替え人形は恋をする』 |
| 最優秀助演キャラクター賞 - アーニャ・フォージャー — 『SPY×FAMILY』 - 早坂愛 — 『かぐや様は告らせたい-ウルトラロマンティック-』 - カゲ — 『王様ランキング』 - レベッカ — 『サイバーパンク：エッジランナーズ』 - 宇随天元 — 『鬼滅の刃 遊郭編』 - ヨル・フォージャー — 『SPY×FAMILY』 | 「何があっても守りたい 」キャラクター賞 - アーニャ・フォージャー — 『SPY×FAMILY』 - ボッジ — 『王様ランキング』 - カゲ — 『王様ランキング』 - 古見硝子 — 『古見さんは、コミュ症です。』（第2期） - さとうコタロー — 『コタローは1人暮らし』 - 喜多川海夢 — 『その着せ替え人形は恋をする』 |
| 最優秀アクション作品賞 - 『鬼滅の刃 遊郭編』 — ufotable - 『進撃の巨人 The Final Season Part.2』 — MAPPA - 『サイバーパンク：エッジランナーズ』 — TRIGGER、CD Projekt RED - 『ジョジョの奇妙な冒険 ストーンオーシャン』 — david production - 『リコリス・リコイル』 — A-1 Pictures - 『SPY×FAMILY』 — WIT STUDIO、CloverWorks                                                                       | 最優秀コメディー作品賞 - 『SPY×FAMILY』 — WIT STUDIO、CloverWorks - 『かぐや様は告らせたい-ウルトラロマンティック-』 — A-1 Pictures - 『コタローは1人暮らし』 — ライデンフィルム - 『その着せ替え人形は恋をする』 — CloverWorks - 『異世界おじさん』 — Atelier Pontdarc - 『パリピ孔明』 — P.A.WORKS |
| 最優秀ドラマ作品賞 - 『進撃の巨人 The Final Season Part.2』 — MAPPA - 『86-エイティシックス-』 — A-1 Pictures - 『サイバーパンク：エッジランナーズ』 — TRIGGER、CD Projekt RED - 『ダンス・ダンス・ダンスール』 — MAPPA - 『コタローは1人暮らし』 — ライデンフィルム - 『メイドインアビス』 — キネマシトラス                                                                                        | 最優秀ファンタジー作品賞 - 『鬼滅の刃 遊郭編』 — ufotable - 『メイドインアビス 烈日の黄金郷』 — キネマシトラス - 『無職転生 〜異世界行ったら本気だす〜』 — スタジオバインド - 『オーバーロードIV』 — MADHOUSE - 『王様ランキング』 — WIT STUDIO - 『ヴァニタスの手記』 — ボンズ |
| 最優秀ロマンス作品賞 - 『かぐや様は告らせたい-ウルトラロマンティック-』 — A-1 Pictures - 『よふかしのうた』 — ライデンフィルム - 『古見さんは、コミュ症です。（第2期）』 — OLM - 『恋は世界征服のあとで』 — Project No.9 - 『その着せ替え人形は恋をする』 — CloverWorks - 『可愛いだけじゃない式守さん』 — 動画工房                                                                                 | 最優秀声優賞（日本語） - 梶裕貴 — 『進撃の巨人 The Final Season Part.2』エレン・イェーガー 役 - 種﨑敦美 — 『SPY×FAMILY』アーニャ・フォージャー 役 - 安済知佳 — 『リコリス・リコイル』錦木千束 役 - ファイルーズあい — 『ジョジョの奇妙な冒険 ストーンオーシャン』空条徐倫 役 - 久野美咲 — 『メイドインアビス 烈日の黄金郷』ファプタ 役 - 花江夏樹 — 『鬼滅の刃 遊郭編』竈門炭治郎 役                                                    |
| 最優秀声優賞（英語） - Zach Aguilar — 『サイバーパンク：エッジランナーズ』デイビッド・マルティネス 役 - AmaLee — 『その着せ替え人形は恋をする』喜多川海夢 役 - Cherami Leigh — 『コタローは1人暮らし』さとうコタロー 役 - Natalie Van Sistine — 『SPY×FAMILY』ヨル・フォージャー 役 - SungWon Cho — 『王様ランキング』カゲ 役 - Zeno Robinson — 『ドラゴンボール超 スーパーヒーロー』ガンマ2号 役   | 最優秀声優賞（アラビア語） - Amal Hawija — HUNTER×HUNTERゴン＝フリークス 役 - Ade — 『王様ランキング』カゲ 役 - Amal Saadalden — 『名探偵コナン ハロウィンの花嫁』江戸川コナン 役 - Mohja AlSheak — 『僕のヒーローアカデミア』緑谷出久 役 - Naji Makhoul — 『BLEACH』黒崎一護 役 - Ula Zidan — 『その着せ替え人形は恋をする』喜多川海夢 役                                                                                               |
| 最優秀声優賞（標準スペイン語） - Jaime Pérez de Sevilla — 『劇場版 呪術廻戦 0』乙骨憂太 役 - Lourdes Fabrés — 『ジョジョの奇妙な冒険 ストーンオーシャン』空条徐倫 役 - Alejandro Albaiceta — 『ドラゴンボール超 スーパーヒーロー』孫悟飯 役 - Marc Gómez — 『王様ランキング』ダイダ 役 - Masumi Mutsuda — 『ブルーピリオド』矢口八虎 役 - Mónica Padrós — 『王様ランキング』ヒリング 役             | 最優秀声優賞（フランス語） - Brigitte Lecordier — 『王様ランキング』ボッジ 役 - Alexis Tomassian — 『王様ランキング』カゲ 役 - Dorothée Pousséo — 『サイバーパンク：エッジランナーズ』ルーシー 役 - Geneviève Doang — 『86-エイティシックス-』ヴラディレーナ・ミリーゼ 役 - Laure Filiu — 『ジョジョの奇妙な冒険 ストーンオーシャン』空条徐倫 役 - Martin Faliu — 『かぐや様は告らせたい-ウルトラロマンティック-』白銀御行 役            |
| 最優秀声優賞（ドイツ語） - Nicolás Artajo — 『劇場版 呪術廻戦 0』乙骨憂太 役 - Gabrielle Pietermann — 『その着せ替え人形は恋をする』喜多川海夢 役 - Jannik Endemann — 『ギヴン』上ノ山立夏 役 - Lara Trautmann — 『竜とそばかすの姫』ベル 役 - Torsten Michaelis — 『ヴィンランド・サガ』アシェラッド 役 - Uwe Thomsen — 『ジョジョの奇妙な冒険 ダイヤモンドは砕けない』空条承太郎 役               | 最優秀声優賞（イタリア語） - Elisa Giorgio — 『呪術廻戦』禪院真希 役 - Andrea La Greca — 『鬼滅の刃 無限列車編』煉󠄁獄杏寿郎 役 - Andrea Oldani — 『王様ランキング』ダイダ 役 - Deborah Morese — 『その着せ替え人形は恋をする』喜多川海夢 役 - Giulia Maniglio — 『メイドインアビス 烈日の黄金郷』リコ 役 - Simone Lupinacci — 『ハイキュー!! TO THE TOP』日向翔陽 役                                                                      |
| 最優秀声優賞（ポルトガル語） - Nina Carvalho — 『SPY×FAMILY』アーニャ・フォージャー 役 - Antônio Moreno — 『Tekken: Bloodline』三島平八 役 - Charles Emmanuel — 『彼女、お借りします』木ノ下和也 役 - Mariana Dondi — 『イジらないで、長瀞さん』長瀞早瀬 役 - Pedro Alcântara — 『劇場版 呪術廻戦 0』乙骨憂太 役 - Yan Gesteira — 『アオアシ』青井葦人 役                                           | 最優秀声優賞（スペイン語 - ラテンアメリカ） - Alejandro Orozco — 『鬼滅の刃 遊郭編』妓夫太郎 役 - Diana Castañeda — 『リコリス・リコイル』錦木千束 役 - Elizabeth Infante — 『かぐや様は告らせたい-ウルトラロマンティック-』藤原千花 役 - Erika Langarica — 『その着せ替え人形は恋をする』喜多川海夢 役 - Miguel de León — 『SPY×FAMILY』ロイド・フォージャー 役 - Víctor Hugo Aguilar — 『オーバーロードIV』アインズ・ウール・ゴウン 役 |
| 最優秀アニソン賞 - 「The Rumbling」：SiM — 『進撃の巨人 The Final Season Part.2』 - 「チキチキバンバン：QUEENDOM — 『パリピ孔明』 - 「喜劇」：星野源 — 『SPY×FAMILY』 - 「My Nonfiction」：白銀御行（古川慎）、藤原千花（小原好美） — 『かぐや様は告らせたい-ウルトラロマンティック-』 - 『新時代』：Ado — 『ONE PIECE FILM RED』 - 「シャル・ウィ・ダンス？」：ReoNa — 『シャドーハウス』（第2期） | 特別功労賞 受賞者なし |
| プレゼンターズチョイス 受賞者なし | |
| Source: | |

#### 複数の部門での受賞・ノミネート作品
| ノミネート数 | 作品                                             |
| ------------ | ------------------------------------------------ |
| 19           | 『SPY×FAMILY』                                   |
| 17           | 『王様ランキング』                               |
| 13           | 『サイバーパンク：エッジランナーズ』             |
| 12           | 『進撃の巨人 The Final Season Part.2』           |
| 12           | 『鬼滅の刃 遊郭編』                              |
| 12           | 『その着せ替え人形は恋をする』                   |
| 8            | 『かぐや様は告らせたい-ウルトラロマンティック-』 |
| 8            | 『リコリス・リコイル』                           |
| 6            | 『メイドインアビス 烈日の黄金郷』                |
| 6            | 『ジョジョの奇妙な冒険 ストーンオーシャン』      |
| 5            | 『パリピ孔明』                                   |
| 4            | 『劇場版 呪術廻戦 0』                            |
| 4            | 『コタローは1人暮らし』                          |
| 3            | 『よふかしのうた』                               |
| 3            | 『ドラゴンボール超 スーパーヒーロー』            |
| 3            | 『古見さんは、コミュ症です。』（第2期）          |
| 2            | 『86-エイティシックス-』                         |
| 2            | 『ONE PIECE FILM RED』                           |
| 2            | 『オーバーロードIV』                             |

| 受賞数 | 作品                                   |
| ------ | -------------------------------------- |
| 6      | 『進撃の巨人 The Final Season Part.2』 |
| 6      | 『鬼滅の刃 遊郭編』                    |
| 6      | 『SPY×FAMILY』                         |
| 3      | 『劇場版 呪術廻戦 0』                  |
| 2      | 『サイバーパンク：エッジランナーズ』   |

### 第8回（2024年）
2022年10月から2023年9月の作品を対象としている。2023年12月5日に部門と審査員の一覧が発表された。全32部門が発表され、最優秀撮影賞、最優秀美術監督賞など、業界関係の賞が新設された。2024年1月17日にノミネート作品が発表され、同月27日まで投票が行われた。
『チェンソーマン』は最多25部門にノミネートされ、『呪術廻戦』（第2期）が17部門、『【推しの子】』、『鬼滅の刃 刀鍛冶の里編』の12部門が続いた。
授賞式は2024年3月2日にグランドプリンスホテル新高輪で開催された。『呪術廻戦』（第2期）がアニメ・オブ・ザ・イヤーを含む11部門を受賞した。
受賞者は各項目最上段に太字でダブルダガー（）付きのものである。
| アニメ・オブ・ザ・イヤー - 『呪術廻戦』（第2期） — MAPPA - 『ぼっち・ざ・ろっく!』 — CloverWorks - 『チェンソーマン』 — MAPPA - 『鬼滅の刃 刀鍛冶の里編』 — ufotable - 『【推しの子】』 — 動画工房 - 『ヴィンランド・サガ SEASON2』 — MAPPA | 最優秀継続シリーズ賞 - 『ONE PIECE』 — 東映アニメーション - 『進撃の巨人 The Final Season 完結編（前編）』 — MAPPA - 『鬼滅の刃 刀鍛冶の里編』 — ufotable - 『呪術廻戦』（第2期） — MAPPA - 『SPY×FAMILY Season 1』 — WIT STUDIO、CloverWorks - 『ヴィンランド・サガ SEASON2』 — MAPPA |
| 最優秀新シリーズ賞 - 『チェンソーマン』 — MAPPA - 『ぼっち・ざ・ろっく!』 — CloverWorks - 『天国大魔境』 — Production I.G - 『地獄楽』 — MAPPA - 『【推しの子】』 — 動画工房 - 『ゾン100〜ゾンビになるまでにしたい100のこと〜』 — BUG FILMS | 最優秀長編アニメ賞 - 『すずめの戸締まり』 — コミックス・ウェーブ・フィルム、STORY inc. - 『ブラッククローバー 魔法帝の剣』 — Studioぴえろ - 『BLUE GIANT』 — NUT - 『THE FIRST SLAM DUNK』 — 東映アニメーション、ダンデライオンアニメーションスタジオ - 『かぐや様は告らせたい-ファーストキッスは終わらない-』 — A-1 Pictures - 『劇場版 PSYCHO-PASS サイコパス PROVIDENCE』 — Production I.G  |
| 最優秀オリジナルアニメ賞 - 『Buddy Daddies』 — P.A. WORKS - 『アキバ冥途戦争』 — P.A. WORKS - 『BIRDIE WING -Golf Girls' Story- Season 2』 — バンダイナムコピクチャーズ - 『Do It Yourself!! -どぅー・いっと・ゆあせるふ-』 — PINE JAM - 『THE MARGINAL SERVICE』 — Studio 3Hz - 『機動戦士ガンダム 水星の魔女』 — サンライズ                                                                                                  | 最優秀アニメーション賞 - 『鬼滅の刃 刀鍛冶の里編』 — ufotable - 『進撃の巨人 The Final Season 完結編（前編）』 — MAPPA - 『チェンソーマン』 — MAPPA - 『呪術廻戦』（第2期） — MAPPA - 『モブサイコ100 III』 — ボンズ - 『TRIGUN STAMPEDE』 — オレンジ |
| 最優秀キャラクターデザイン賞 - 平松禎史、小磯沙矢香（原作：芥見下々） — 『呪術廻戦（第2期）』 - 松島晃（原作：吾峠呼世晴） — 『鬼滅の刃 刀鍛冶の里編』 - 平山寛菜（原作：横槍メンゴ — 『【推しの子】』 - 杉山和隆（原作：藤本タツキ — 『チェンソーマン』 - 久木晃嗣（原作：賀来ゆうじ — 『地獄楽』 - 田島光二 — 『TRIGUN STAMPEDE』                                                                                            | 最優秀監督賞 - 御所園翔太 — 『呪術廻戦』（第2期） - 平牧大輔 — 『【推しの子】』 - 森大貴 — 『天国大魔境』 - 斎藤圭一郎 — 『ぼっち・ざ・ろっく!』 - 中山竜 — 『チェンソーマン』 - 林祐一郎 — 『進撃の巨人 The Final Season 完結編（前編）』 |
| 最優秀撮影賞 - 伊藤哲平 — 『呪術廻戦』（第2期） - 松向寿、川下裕樹 — 『ヴィンランド・サガ SEASON2』 - 脇顯太朗 — 『天国大魔境』 - 浅川茂輝 — 『進撃の巨人 The Final Season 完結編（前編）』 - 伊藤哲平 — 『チェンソーマン』 - 寺尾優一 — 『鬼滅の刃 刀鍛冶の里編』 | 最優秀美術賞 - 衛藤功二 — 『鬼滅の刃 刀鍛冶の里編』 - e-カエサル— 『地獄楽』 - 東潤一 — 『呪術廻戦』（第2期） - 権瓶岳斗 — 『ゾン100〜ゾンビになるまでにしたい100のこと〜』 - 宇佐美哲也 — 『【推しの子】』 - 竹田悠介 — 『チェンソーマン』 |
| 最優秀ロマンス作品賞 - 『ホリミヤ -piece-』 — CloverWorks - 『君は放課後インソムニア』 — ライデンフィルム - 『わたしの幸せな結婚』 — キネマシトラス - 『山田くんとLv999の恋をする』 — MADHOUSE - 『スキップとローファー』 — P.A. Works - 『トモちゃんは女の子!』 — Lay-duce | 最優秀コメディ作品賞 - 『SPY×FAMILY Season 1』 — WIT STUDIO、CloverWorks - 『ぼっち・ざ・ろっく!』 — CloverWorks - 『Buddy Daddies』 — P.A. WORKS - 『マッシュル-MASHLE-』 — A-1 Pictures - 『うる星やつら』 — david production - 『ゾン100〜ゾンビになるまでにしたい100のこと〜』 — BUG FILMS                                                                                                 |
| 最優秀アクション作品賞 - 『呪術廻戦』（第2期） — MAPPA - 『進撃の巨人 The Final Season 完結編（前編）』 — MAPPA - 『BLEACH 千年血戦篇-訣別譚-』 — Studioぴえろ - 『チェンソーマン』 — MAPPA - 『鬼滅の刃 刀鍛冶の里編』 — ufotable - 『ONE PIECE』 — 東映アニメーション | 最優秀ファンタジー作品賞 - 『鬼滅の刃 刀鍛冶の里編』 — ufotable - 『地獄楽』 — MAPPA - 『マッシュル-MASHLE-』 — A-1 Pictures - 『無職転生 〜異世界行ったら本気だす〜』（第2期） — スタジオバインド - 『王様ランキング 勇気の宝箱』 — Wit Studio - 『魔法使いの嫁 SEASON2』 — スタジオカフカ |
| 最優秀ドラマ作品賞 - 『進撃の巨人 The Final Season 完結編（前編）』 — MAPPA - 『天国大魔境』 — Production I.G - 『わたしの幸せな結婚』 — キネマシトラス - 『【推しの子】』 — 動画工房 - 『不滅のあなたへ』（第2シリーズ） — ドライブ - 『ヴィンランド・サガ SEASON2』 — MAPPA | 最優秀日常系作品賞 - 『ぼっち・ざ・ろっく!』 — CloverWorks - 『Do It Yourself!! -どぅー・いっと・ゆあせるふ-』 — PINE JAM - 『ホリミヤ -piece-』 — CloverWorks - 『君は放課後インソムニア』 — ライデンフィルム - 『山田くんとLv999の恋をする』 — MADHOUSE - 『スキップとローファー』 — P.A. Works                                                                                              |
| 最優秀主演キャラクター賞 - モンキー・D・ルフィ — 『ONE PIECE』 - デンジ — 『チェンソーマン』 - エレン・イェーガー — 『進撃の巨人 The Final Season 完結編（前編）』 - 後藤ひとり — 『ぼっち・ざ・ろっく!』 - 影山茂夫 — 『モブサイコ100 III』 - トルフィン — 『ヴィンランド・サガ SEASON2』 | 最優秀助演キャラクター賞 - 五条悟 — 『呪術廻戦』（第2期） - 霊幻新隆 — 『モブサイコ100 III』 - ハンジ・ゾエ — 『進撃の巨人 The Final Season 完結編（前編）』 - 有馬かな — 『【推しの子】』 - パワー — 『チェンソーマン』 - 夏油傑 — 『呪術廻戦』（第2期） |
| 「何があっても守りたい 」キャラクター賞 - アーニャ・フォージャー — 『SPY×FAMILY Season 1』 - ボッジ — 『王様ランキング 勇気の宝箱』 - 後藤ひとり — 『ぼっち・ざ・ろっく!』 - 海坂ミリ — 『Buddy Daddies』 - ポチタ — 『チェンソーマン』 - スレッタ・マーキュリー — 『機動戦士ガンダム 水星の魔女』 | 最優秀アニソン賞 - 「アイドル」：YOASOBI — 『【推しの子】』 - 「KICK BACK」：米津玄師 — 『チェンソーマン』 - 「青春コンプレックス」：結束バンド — 『ぼっち・ざ・ろっく!』 - 「すずめ feat. 十明」：RADWIMPS — 『すずめの戸締まり』 - 「青のすみか」：キタニタツヤ — 『呪術廻戦』（第2期） - 「W●RK」：millennium parade×椎名林檎 — 『地獄楽』                                                  |
| 最優秀作曲賞 - 澤野弘之、KOHTA YAMAMOTO — 『進撃の巨人 The Final Season 完結編（前編）』 - 牛尾憲輔 — 『チェンソーマン』 - RADWIMPS、陣内一真 — 『すずめの戸締まり』 - 伊賀拓郎 — 『【推しの子】』 - 菊谷知樹 — 『ぼっち・ざ・ろっく!』 - 梶浦由記、椎名豪 — 『鬼滅の刃 刀鍛冶の里編』 | 最優秀オープニング賞 - 「青のすみか」：キタニタツヤ — 『呪術廻戦』（第2期） - 「アイドル」：YOASOBI — 『【推しの子】』 - 「innocent arrogance」」BiSH — 『天国大魔境』 - 「KICK BACK」：米津玄師 — 『チェンソーマン』 - 「ソングオブザデッド」：KANA-BOON — 『ゾン100〜ゾンビになるまでにしたい100のこと〜』 - 「W●RK」：millennium parade×椎名林檎 — 『地獄楽』                               |
| 最優秀エンディング賞 - 「燈」：崎山蒼志 — 『呪術廻戦』（第2期） - 「色彩」yama — 『SPY×FAMILY Season 1』 - 「ハピネス オブ ザ デッド」：シユイ — 『ゾン100〜ゾンビになるまでにしたい100のこと〜』 - 「刃渡り2億センチ」：マキシマム ザ ホルモン — 『チェンソーマン』 - 「コイコガレ」：milet × MAN WITH A MISSION — 『鬼滅の刃 刀鍛冶の里編』 - 「メフィスト」：女王蜂 — 『【推しの子】』                                      | 最優秀声優賞（日本語） - 中村悠一 — 『呪術廻戦』（第2期）五条悟 役 - 種﨑敦美 — 『SPY×FAMILY Season 1』アーニャ・フォージャー 役 - 戸谷菊之介 — 『チェンソーマン』デンジ 役 - 田中真弓 — 『ONE PIECE』モンキー・D・ルフィ 役 - 青山吉能 — 『ぼっち・ざ・ろっく!』後藤ひとり 役 - 梶裕貴 — 『進撃の巨人 The Final Season 完結編（前編）』エレン・イェーガー 役                                  |
| 最優秀声優賞（英語） - Ryan Colt Levy — 『チェンソーマン』デンジ 役 - Abby Trott — 『鬼滅の刃 刀鍛冶の里編』竈門禰󠄀豆子 役 - Austin Tindle — 『TRIGUN STAMPEDE』ミリオンズ・ナイブズ 役 - Johnny Yong Bosch — 『BLEACH 千年血戦篇-訣別譚-』黒崎一護 役 - Lexi Nieto — 『トモちゃんは女の子!』相沢智 役 - Marisa Duran — 『地獄楽』山田浅ェ門佐切 役                                                                             | 最優秀声優賞（スペイン語 （中南米）） - Emilio Treviño — 『チェンソーマン』デンジ 役 - Armando Corona Ibarrola — 『鬼滅の刃 刀鍛冶の里編』時透無一郎 役 - Gerardo Ortega — 『マッシュル-MASHLE-』マッシュ・バーンデッド 役 - José Gilberto Vilchis — 『呪術廻戦』（第2期）五条悟 役 - Manuel Campuzano — 『モブサイコ100 III』霊幻新隆 役 - Nycolle González — 『すずめの戸締まり』岩戸鈴芽 役 |
| 最優秀声優賞（カスティーリャ語 （スペイン）） - Joel Gómez Jimenez — 『チェンソーマン』デンジ 役 - David Brau — 『Dr.STONE NEW WORLD』石神千空 役 - David Flores — 『マッシュル-MASHLE-』ドット・バレット 役 - Majo Montesinos Guzmán — 『SPY×FAMILY Season 1』アーニャ・フォージャー 役 - María Luisa Marciel — 『チェンソーマン』パワー 役 - Marta Moreno — 『ONE PIECE FILM RED』ウタ 役                                    | 最優秀声優賞（フランス語） - Martial Le Minoux — 『呪術廻戦』（第2期）夏油傑 役 - Levanah Solomon — 『すずめの戸締まり』岩戸鈴芽 役 - Lilly Caruso — 『この素晴らしい世界に爆焔を！』アクア 役 - Martin Faliu — 『【推しの子】』アクア 役 - Yoan Sover — 『地獄楽』画眉丸 役 - Zina Khakhoulia — 『チェンソーマン』パワー 役                                                                   |
| 最優秀声優賞（アラビア語） - Taleb Alrefai —『Dr.STONE』（第1期）石神千空 役 - Basil Alrefai — 『ドラゴンボール超』ベジータ 役 - Hiba Snobar — 『SPY×FAMILY Season 1』アーニャ・フォージャー 役 - Mohammad Dal'o — 『モブサイコ100 III』霊幻新隆 役 - Ra'fat Bazo — 『ドラゴンボール超』孫悟空 役 - Rosie Yaziji — 『転生したらスライムだった件』（第1期）リムル＝テンペスト 役                                                | 最優秀声優賞（ドイツ語） - Franziska Trunte — 『チェンソーマン』パワー 役 - Emilia Raschewski — 『すずめの戸締まり』岩戸鈴芽 役 - Franciska Friede — 『魔法使いの嫁 SEASON2』羽鳥智世 役 - Pascal Breuer — 『モブサイコ100 III』霊幻新隆 役 - Patrick Baehr — 『Dr.STONE NEW WORLD』浅霧幻 役 - Patrick Keller — 『ゾン100〜ゾンビになるまでにしたい100のこと〜』天道輝 役                     |
| 最優秀声優賞（イタリア語） - Mosè Singh — 『チェンソーマン』デンジ 役 - Alessio De Filippis — 『劇場版 ソードアート・オンライン -プログレッシブ- 冥き夕闇のスケルツォ』キリト 役 - Benedetta Ponticelli — 『チェンソーマン』マキマ 役 - Diego Baldoin — 『THE FIRST SLAM DUNK』赤木剛憲 役 - Federica Simonelli — 『ONE PIECE FILM RED』ウタ 役 - Max Di Benedetto — 『自動販売機に生まれ変わった俺は迷宮を彷徨う』ハッコン 役 | 最優秀声優賞（ポルトガル語） - Léo Rabelo — 『呪術廻戦』（第2期）五条悟 役 - Amanda Brigido — 『トモちゃんは女の子!』相沢智 役 - Erick Bougleux — 『映画 この素晴らしい世界に祝福を!紅伝説』カズマ 役 - Guilherme Briggs — 『ONE PIECE』ブルック 役 - Luisa Viotti — 『チェンソーマン』マキマ 役 - Vágner Fagundes — 『モブサイコ100 III』霊幻新隆 役                                          |
| Source: | |

#### 複数の部門での受賞・ノミネート作品
| ノミネート数 | 作品                                              |
| ------------ | ------------------------------------------------- |
| 25           | 『チェンソーマン』                                |
| 17           | 『呪術廻戦』（第2期）                             |
| 12           | 『鬼滅の刃 刀鍛冶の里編』                         |
| 12           | 『【推しの子】』                                  |
| 10           | 『進撃の巨人 The Final Season 完結編（前編）』    |
| 10           | 『ぼっち・ざ・ろっく!』                           |
| 8            | 『地獄楽』                                        |
| 7            | 『モブサイコ100 III』                             |
| 7            | 『ONE PIECE』                                     |
| 7            | 『SPY×FAMILY Season 1』                           |
| 6            | 『すずめの戸締まり』                              |
| 6            | 『ゾン100〜ゾンビになるまでにしたい100のこと〜』  |
| 5            | 『天国大魔境』                                    |
| 5            | 『ヴィンランド・サガ SEASON2』                    |
| 4            | 『マッシュル-MASHLE-』                            |
| 3            | 『Buddy Daddies』                                 |
| 3            | 『Dr.STONE』                                      |
| 3            | 『トモちゃんは女の子!』                           |
| 3            | 『TRIGUN STAMPEDE』                               |
| 2            | 『魔法使いの嫁 SEASON2』                          |
| 2            | 『BLEACH 千年血戦篇-訣別譚-』                     |
| 2            | 『Do It Yourself!! -どぅー・いっと・ゆあせるふ-』 |
| 2            | 『ドラゴンボール超』                              |
| 2            | 『THE FIRST SLAM DUNK』                           |
| 2            | 『ホリミヤ -piece-』                              |
| 2            | 『君は放課後インソムニア』                        |
| 2            | 『この素晴らしい世界に祝福を!』                   |
| 2            | 『機動戦士ガンダム 水星の魔女』                   |
| 2            | 『わたしの幸せな結婚』                            |
| 2            | 『山田くんとLv999の恋をする』                     |
| 2            | 『王様ランキング』                                |
| 2            | 『スキップとローファー』                          |

| 受賞数 | 作品                                           |
| ------ | ---------------------------------------------- |
| 11     | 『呪術廻戦』（第2期）                          |
| 6      | 『チェンソーマン』                             |
| 3      | 『鬼滅の刃 刀鍛冶の里編』                      |
| 2      | 『進撃の巨人 The Final Season 完結編（前編）』 |
| 2      | 『ONE PIECE』                                  |
| 2      | 『SPY×FAMILY Season 1』                        |

### 第9回（2025年）
2023年10月から2024年12月の作品を対象としている。これまでは作品を10月1日から翌年9月末と一年の途中で区切っていたが、選考対象となる作品の基準をより明確にするために該当年の1月1日から12月31日に変更することが発表された。これに伴い、対象期間が本年のみ1年3ヵ月となった。合わせてファン投票期間を4月からとし、授賞式の開催も5月に移行した。2025年4月4日に部門と審査員の一覧が発表された。全32部門が発表され、最優秀異世界作品賞とヒンディー語の最優秀声優賞が新設された。2024年4月4日にノミネート作品が発表され、同月15日まで投票が行われた。
『ダンダダン』は最多22部門にノミネートされ、『葬送のフリーレン』が20部門、『ダンジョン飯』、『怪獣8号』の16部門が続いた。
授賞式は2025年5月25日にグランドプリンスホテル新高輪で開催された。『俺だけレベルアップな件』がアニメ・オブ・ザ・イヤーを含む9部門を受賞した。
受賞者は各項目最上段に太字でダブルダガー（）付きのものである。
| アニメ・オブ・ザ・イヤー - 『俺だけレベルアップな件』 — A-1 Pictures - 『ダンダダン』 — サイエンスSARU - 『ダンジョン飯』 — TRIGGER - 『葬送のフリーレン』 — マッドハウス - 『怪獣8号』 — Production I.G - 『薬屋のひとりごと 』 — TOHO animation STUDIO × OLM | フィルム・オブ・ザ・イヤー - 『ルックバック』 — スタジオ ドリアン - 『劇場版ハイキュー!! ゴミ捨て場の決戦』 — Priduction I.G - 『劇場版モノノ怪 唐傘』 — ツインエンジン EOTA - 『僕のヒーローアカデミア THE MOVIE ユアネクスト』 — ボンズ - 『SPY×FAMILY CODE: White』 — WIT STUDIO × CloverWorks - 『きみの色 』 — サイエンスSARU / STORY inc.                                                                             |
| 最優秀継続シリーズ賞 - 『「鬼滅の刃」柱稽古編』 — ufotable - 『BLEACH 千年血戦篇-相剋譚-』 — PIERROT FILMS - 『僕のヒーローアカデミア 第7期』 — ボンズ - 『ONE PIECE (アニメ)』 — 東映アニメーション - 『【推しの子】 第2期』 — 動画工房 - 『SPY×FAMILY Season 2』 — WIT STUDIO × CloverWorks | 最優秀新シリーズ賞 - 『俺だけレベルアップな件』 — A-1 Pictures - 『ダンダダン』 — サイエンスSARU - 『ダンジョン飯』 — TRIGGER - 『葬送のフリーレン』 — マッドハウス - 『怪獣8号』 — Production I.G - 『薬屋のひとりごと』 — TOHO animation STUDIO × OLM |
| 最優秀オリジナルアニメ賞 - 『NINJA KAMUI』 — E&H production, SOLA ENTERTAINMENT - 『ぶっちぎり?!』 — MAPPA - 『ガールズバンドクライ』 — 東映アニメーション - 『夜のクラゲは泳げない』 — 動画工房 - 『メタリックルージュ』 — ボンズ - 『終末トレインどこへいく？』 — EMTスクエアード | 最優秀アニメーション賞 - 『「鬼滅の刃」柱稽古編』 — ufotable - 『ダンダダン』 — サイエンスSARU - 『ダンジョン飯』 — TRIGGER - 『葬送のフリーレン』 — マッドハウス - 『怪獣8号』 — Production I.G - 『俺だけレベルアップな件』 — A-1 Pictures |
| 最優秀キャラクターデザイン賞 - 『ダンダダン』 — サイエンスSARU - 『ダンジョン飯』 — TRIGGER - 『「鬼滅の刃」柱稽古編』 — ufotable - 『葬送のフリーレン』 — マッドハウス - 『怪獣8号』 — Production I.G - 『薬屋のひとりごと』 — TOHO animation STUDIO × OLM | 最優秀監督賞 - 斎藤圭一郎 — 『葬送のフリーレン』 - 山代風我 — 『ダンダダン』 - 外崎春雄 — 『「鬼滅の刃」柱稽古編』 - 石谷恵 - 『ONE PIECE FAN LETTER』 - 長沼範裕 — 『薬屋のひとりごと』 - 宮島善博 — 『ダンジョン飯』 |
| 最優秀背景美術賞 - 『葬送のフリーレン』 — マッドハウス - 『ダンダダン』 — サイエンスSARU - 『ダンジョン飯』 — TRIGGER - 『「鬼滅の刃」柱稽古編』 — ufotable - 『PLUTO』 - Studio M2 - 『薬屋のひとりごと』 — TOHO animation STUDIO × OLM | 最優秀ロマンス作品賞 - 『アオのハコ』 — テレコム・アニメーションフィルム - 『ゆびさきと恋々』 — 亜細亜堂 - 『負けヒロインが多すぎる!』 — A-1 Pictures - 『らんま1/2』 — MAPPA - 『スコット・ピルグリム テイクス・オフ』 — サイエンスSARU - 『僕の心のヤバイやつ 第2期』 — シンエイ動画 |
| 最優秀コメディー作品賞 - 『マッシュル-MASHLE- 神覚者候補選抜試験編』 — A-1 Pictures - 『ダンジョン飯』 — TRIGGER - 『この素晴らしい世界に祝福を！3』 — ドライブ - 『しかのこのこのここしたんたん』 — WIT STUDIO - 『らんま1/2』 — MAPPA - 『SPY×FAMILY Season 2』 — WIT STUDIO × CloverWorks | 最優秀アクション作品賞 - 『俺だけレベルアップな件』 — A-1 Pictures - 『BLEACH 千年血戦篇-相剋譚-』 — PIERROT FILMS - 『ダンダダン』 — サイエンスSARU - 『「鬼滅の刃」柱稽古編』 — ufotable - 『怪獣8号』 — Production I.G - 『WIND BREAKER』 — CloverWorks |
| 最優秀異世界アニメ賞 - 『Re:ゼロから始める異世界生活 3rd Season』 — WHITE FOX - 『この素晴らしい世界に祝福を！3』 — ドライブ - 『無職転生 〜異世界行ったら本気だす〜 第2期 第2クール』 — スタジオバインド - 『シャングリラ・フロンティア 2nd Season』 — C2C - 『異世界スーサイド・スクワッド』 — WIT STUDIO - 『転生したらスライムだった件 (アニメ) 第3期』 — エイトビット                                                   | 最優秀ドラマ作品賞 - 『葬送のフリーレン』 — マッドハウス - 『ゆびさきと恋々』 — 亜細亜堂 - 『デッドデッドデーモンズデデデデデストラクション』 — Production +h. - 『【推しの子】 第2期』 — 動画工房 - 『PLUTO』 — Studio M2 - 『薬屋のひとりごと』 — TOHO animation STUDIO × OLM |
| 最優秀日常系作品賞 - 『負けヒロインが多すぎる!』 — A-1 Pictures - 『ゆるキャン△ SEASON 3』 — エイトビット - 『休日のわるものさん』 — シンエイ動画 × SynergySP - 『しかのこのこのここしたんたん』 — WIT STUDIO - 『響け!ユーフォニアム3』 — 京都アニメーション - 『僕の心のヤバイやつ 第2期』 — シンエイ動画 | 最優秀主演キャラクター賞 - 水條 旬 — 『俺だけレベルアップな件』 - フリーレン — 『葬送のフリーレン』 - 日比野カフカ — 『怪獣8号』 - モモ — 『ダンダダン』 - オカルン — 『ダンダダン』 - 猫猫 — 『薬屋のひとりごと』 |
| 最優秀助演キャラクター賞 - フェルン — 『葬送のフリーレン』 - ヒンメル — 『葬送のフリーレン』 - 壬氏 — 『薬屋のひとりごと』 - 星子 — 『ダンダダン』 - センシ — 『ダンジョン飯』 - ターボババア — 『ダンダダン』 | 「何があっても守りたい 」キャラクター賞 - アーニャ・フォージャー — 『SPY×FAMILY Season 2』 - フリーレン — 『葬送のフリーレン』 - オカルン — 『ダンダダン』 - センシ — 『ダンジョン飯』 - 北条時行 — 『逃げ上手の若君』 - 糸瀬雪 — 『ゆびさきと恋々』 |
| 最優秀アニソン賞 - 「オトノケ」：Creepy Nuts — 『ダンダダン』 - 「Abyss」：YUNGBLUD — 『怪獣8号』 - 「Bling-Bang-Bang-Born」：Creepy Nuts — 『マッシュル-MASHLE- 神覚者候補選抜試験編』 - 「ファタール」：GEMN — 『【推しの子】 第2期』 - 「LEveL」：SawanoHiroyuki[nZk]×TOMORROW X TOGETHER — 『俺だけレベルアップな件』 - 「勇者」：YOASOBI — 『葬送のフリーレン』                                                         | 最優秀作曲賞 - 澤野弘之 — 『俺だけレベルアップな件』 - 鷲巣詩郎 — 『BLEACH 千年血戦篇-相剋譚-』 - 牛尾憲輔 — 『ダンダダン』 - 梶浦由記、椎名豪 — 『鬼滅の刃 柱稽古編』 - Evan Call — 『葬送のフリーレン』 - haruka nakamura — 『ルックバック』 |
| 最優秀オープニング賞 - 「オトノケ」：Creepy Nuts — 『ダンダダン』 - 「Abyss」：YUNGBLUD — 『怪獣8号』 - 「Bling-Bang-Bang-Born」：Creepy Nuts — 『マッシュル-MASHLE- 神覚者候補選抜試験編』 - 「ファタール」：GEMN — 『【推しの子】 第2期』 - 「LEveL」：SawanoHiroyuki[nZk]×TOMORROW X TOGETHER — 『俺だけレベルアップな件』 - 「あーーっす！」：きただにひろし — 『ONE PIECE』                                             | 最優秀エンディング賞 - 「request」：krage — 『俺だけレベルアップな件』 - 「あんたなんて。」りりあ。 — 『らんま1/2』 - 「Burning」：羊文学 — 『【推しの子】 第2期』 - 「鎌倉STYLE」：ぼっちぼろまる — 『逃げ上手の若君』 - 「Nobody」：OneRepublic — 『怪獣8号』 - 「TAIDADA]」：ずっと真夜中でいいのに。 — 『ダンダダン』                                                                                                   |
| 最優秀声優賞（日本語） - 悠木碧 — 『薬屋のひとりごと』猫猫 役 - 種﨑敦美 — 『葬送のフリーレン』フリーレン 役 - 鈴村健一 — 『勇気爆発バーンブレイバーン』ブレイバーン 役 - 若山詩音 — 『ダンダダン』モモ 役 - 千本木彩花 — 『ダンジョン飯』マルシル 役 - 花江夏樹 — 『ダンダダン』オカルン 役 | 最優秀声優賞（アラビア語） - ヒバ・スノーバー —『SPY×FAMILY Season 2』アーニャ・フォージャー 役 - バーゼル・アル・リファイ — 『SPY×FAMILY Season 2』ロイド・フォージャー 役 - ジュリアン・チャーヤ — 『ブルーロック 第2期』潔世一 役 - ラマ・アルサイヤグ — 『ダンジョン飯』マルシル 役 - モハメド・サミ — 『ブルーロック 第2期』糸師凛 役 - ナワール・アルマハイリ — 『ダンジョン飯』ライオス 役                           |
| 最優秀声優賞（ポルトガル語） - チャールズ・エマニュエル — 『俺だけレベルアップな件』水篠 旬 役 - ブリュナ・ライネス — 『ダンジョン飯』マルシル 役 - セルソ・エンリケ — 『シャングリラ・フロンティア 1st Season』サンラク 役 - ジジ・パッタ — 『薬屋のひとりごと』猫猫 役 - エイトール・アサリ — 『怪獣8号』市川レノ 役 - ペドロ・アゼヴェド — 『マッシュル-MASHLE- 神覚者候補選抜試験編』ドット・バレット 役                 | 最優秀声優賞（カスティーリャ・スペイン語） - 睦田真澄 — 『俺だけレベルアップな件』水篠 旬 役 - アイノア・マイケス — 『わたしの幸せな結婚』斎森美世役 役 - クララ・シュヴァルツ — 『らんま1/2』天道あかね 役 - ホルヘ・ペーニャ — 『ダンジョン飯』センシ 役 - マリオ・バラート — 『怪獣8号』日比野カフカ 役 - サンドラ・ヴィラ — 『葬送のフリーレン』フリーレン 役                                                           |
| 最優秀声優賞（英語） - アレックス・リー — 『俺だけレベルアップな件』水篠 旬 役 - AJ・ベックルス — 『ダンダダン』オカルン 役 - ジェシー・ジェームズ・グレル — 『進撃の巨人 The Final Season 完結編 (後編)』アルミン・アルレルト 役 - マロリー・ロダック — 『葬送のフリーレン』フリーレン 役 - サラ・ナトチェニー — 『時々ボソッとロシア語でデレる隣のアーリャさん』アーリャ 役 - チョ・サンウォン — 『ダンジョン飯』センシ 役 | 最優秀声優賞（フランス語） - アドリアン・アントワーヌ — 『怪獣8号』日比野カフカ 役 - オードリー・サブレ — 『メタリックルージュ』ナオミ・オルトマン 役 - ジェイネリア・コアドウ — 『ダンダダン』モモ 役 - ジュリアン・アロウフ — 『薬屋のひとりごと』壬氏 役 - マリー・ノンネンマッハー — 『葬送のフリーレン』フリーレン 役 - マーティン・ファリウ — 『らんま1/2』早乙女乱馬 役                                              |
| 最優秀声優賞（ドイツ語） - ダニエル・シュラウフ — 『ONE PIECE』モンキー・D・ルフィ 役 - フェリックス・カミン — 『怪獣8号』日比野カフカ 役 - フロリアン・クノルン — 『らんま1/2』早乙女乱馬 役 - フランシスカ・フリーデ — 『ダンダダン』モモ 役 - ヨルグ・ヘングストラー — 『名探偵コナン 黒鉄の魚影 （サブマリン）』毛利小五郎 役 - マグダレーナ・ホフナー — 『ダンジョン飯』マルシル 役                                     | 最優秀声優賞（イタリア語） - イラリア・ペリコーネ — 『ルックバック』京本 役 - アレッサンドロ・ピリ — 『劇場版ハイキュー!! ゴミ捨て場の決戦』孤爪研磨 役 - アンドレア・オルダーニ — 『薬屋のひとりごと』壬氏 役 - カティア・ソレンティーノ — 『劇場版『オーバーロード (アニメ)』聖王国編』ネイア・バラハ 役 - マルティナ・フェッリ — 『葬送のフリーレン』フリーレン 役 - マッティア・ブレッサン — 『怪獣8号』日比野カフカ 役 |
| 最優秀声優賞（中南米スペイン語） - ミゲル・アンヘル・レアル — 『進撃の巨人 The Final Season 完結編 (後編)』エレン・イェーガー 役 - アリシア・ベレス — 『ダンダダン』モモ 役 - デジレ・ゴンザレス — 『薬屋のひとりごと』猫猫 役 - エリカ・ウガルデ — 『葬送のフリーレン』フリーレン 役 - ルイス・レオナルド・スアレス — 『「鬼滅の刃」柱稽古編』鬼舞辻無惨 役 - オマール・サンチェス — 『怪獣8号』日比野カフカ 役             | 最優秀声優賞（ヒンディー語） - ロヒト・シャルマ — 『呪術廻戦 (アニメ) 第2期』五条 悟 役 - アビシェク・シャルマ — 『ヴィンランド・サガ SEASON 2』エイナル 役 - ナターシャ・ジョン — 『葬送のフリーレン』フリーレン 役 - ラジェシュ・シュクラ — 『俺だけレベルアップな件』水篠 旬 役 - ランジット・ティワリ — 『ブルーロック 第2期』潔世一 役 - ルシケシュ・フンセ — 『怪獣8号』日比野カフカ 役                               |
| Source: | |

#### 複数の部門での受賞・ノミネート作品
| ノミネート数 | 作品                                          |
| ------------ | --------------------------------------------- |
| 22           | 『ダンダダン』                                |
| 20           | 『葬送のフリーレン』                          |
| 16           | 『ダンジョン飯』                              |
| 16           | 『怪獣8号』                                   |
| 13           | 『薬屋のひとりごと』                          |
| 13           | 『俺だけレベルアップな件』                    |
| 8            | 『「鬼滅の刃」柱稽古編』                      |
| 6            | 『らんま1/2』                                 |
| 6            | 『SPY×FAMILY Season 2』                       |
| 5            | 『【推しの子】 第2期』                        |
| 4            | 『マッシュル-MASHLE- 神覚者候補選抜試験編』   |
| 3            | 『ゆびさきと恋々』                            |
| 3            | 『BLEACH 千年血戦篇-相剋譚-』                 |
| 3            | 『ブルーロック 第2期』                        |
| 3            | 『ルックバック』                              |
| 3            | 『ONE PIECE』                                 |
| 2            | 『進撃の巨人 The Final Season 完結編 (後編)』 |
| 2            | 『僕の心のヤバイやつ 第2期』                  |
| 2            | 『逃げ上手の若君』                            |
| 2            | 『劇場版ハイキュー!! ゴミ捨て場の決戦』       |
| 2            | 『この素晴らしい世界に祝福を！3』             |
| 2            | 『負けヒロインが多すぎる!』                   |
| 2            | 『メタリックルージュ』                        |
| 2            | 『しかのこのこのここしたんたん』              |
| 2            | 『僕のヒーローアカデミア 第7期』              |
| 2            | 『シャングリラ・フロンティア 2nd Season』     |
| 2            | 『PLUTO』                                     |

| 受賞数 | 作品                                          |
| ------ | --------------------------------------------- |
| 9      | 『俺だけレベルアップな件』                    |
| 4      | 『葬送のフリーレン』                          |
| 3      | 『ダンダダン』                                |
| 2      | 『進撃の巨人 The Final Season 完結編 (後編)』 |
| 2      | 『「鬼滅の刃」柱稽古編』                      |
| 2      | 『ルックバック』                              |
| 2      | 『SPY×FAMILY Season 2』                       |